# Biserica reformată din Călimănești

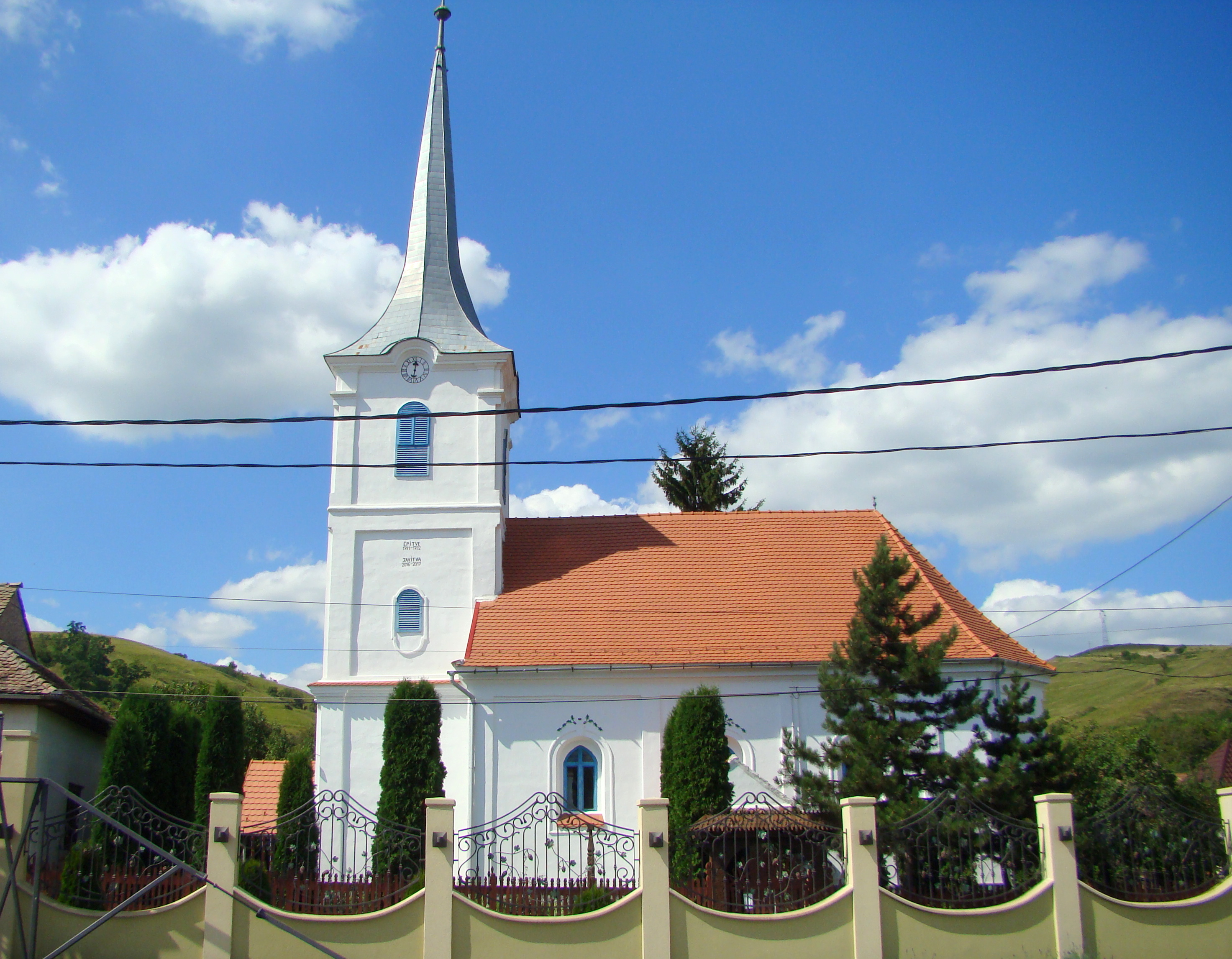
Biserica reformată din Călimănești (august 2021)

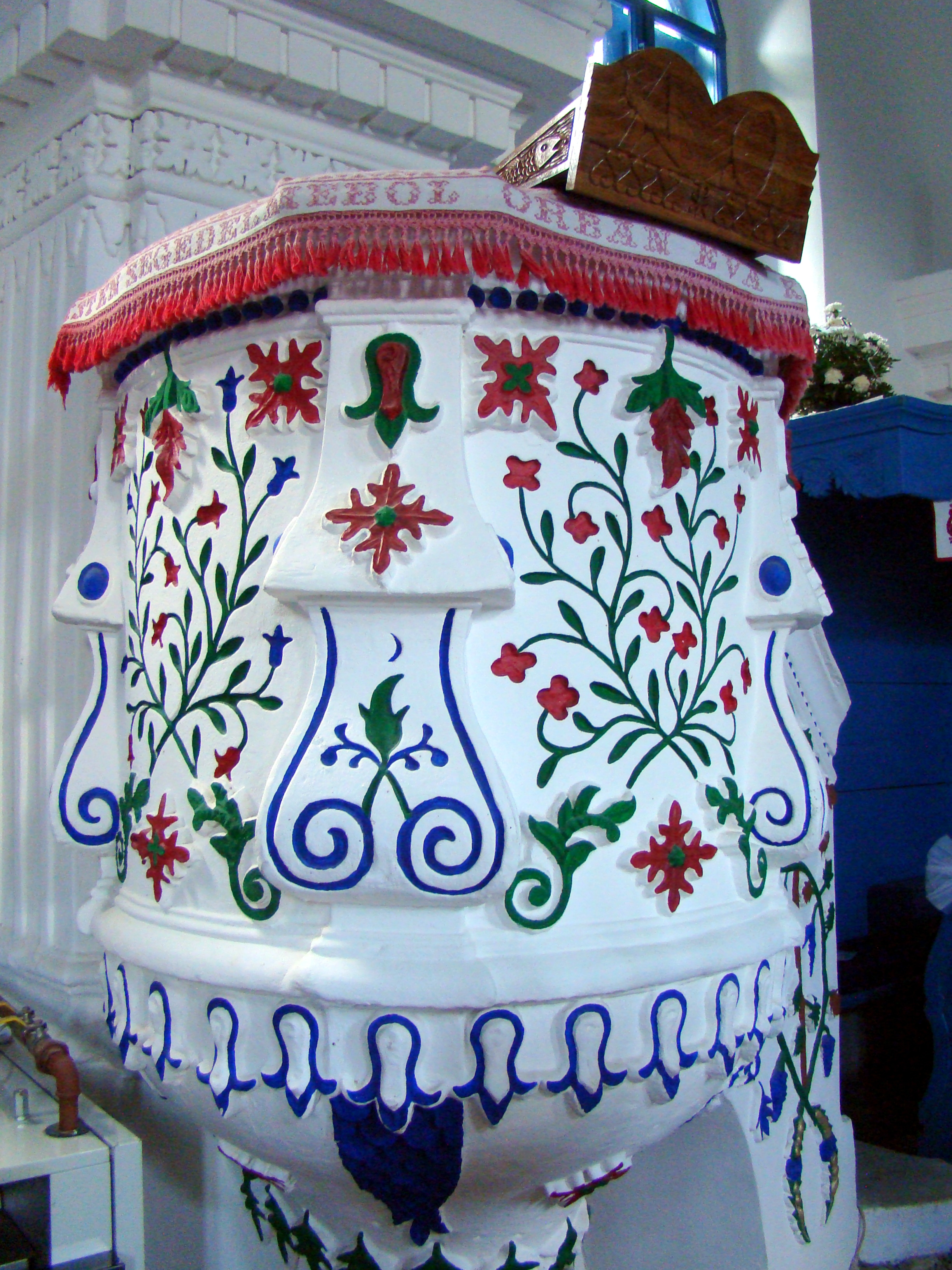
Amvonul

Biserica reformată din Călimănești, comuna Fântânele, județul Mureș, datează de la sfârșitul secolului al XVIII-lea (1792). Este un monument reprezentativ pentru bisericile reformate de pe valea Târnavei Mici.

## Localitatea
Călimănești este un sat în comuna Fântânele din județul Mureș, Transilvania, România. Este menționat documentar sub numele de kelementelke în 1567.

## Biserica
În timpul Reformei, credincioșii din Călimănești au devenit reformați, împreună cu biserica lor. În 1669 aveau deja parohie reformată proprie capabilă să-și întrețină preotul. În anii 1756-1760 biserica din piatră, cu acoperiș de șindrilă și clopotniță se afla în centrul satului. Biserica actuală a fost construită în stil neobaroc între anii 1791 și 1792, după demolarea celei vechi. Amvonul a fost construit odată cu biserica, iar coroana amvonului datează din 1813. Orga a fost construită în 1814 și a fost reparată în anii 1842, 1900 și 1928. În turnul de 32 m sunt două clopote, cel mai vechi a fost turnat în 1791. Ceasul din turn a fost instalat în anul 1845. Biserica a fost recent renovată. Peste drum de parohia reformată se află conacul familiei Simén, retrocedat și în curs de renovare

## Vezi și
- Călimănești, Mureș

## Galerie de imagini

### Exterior

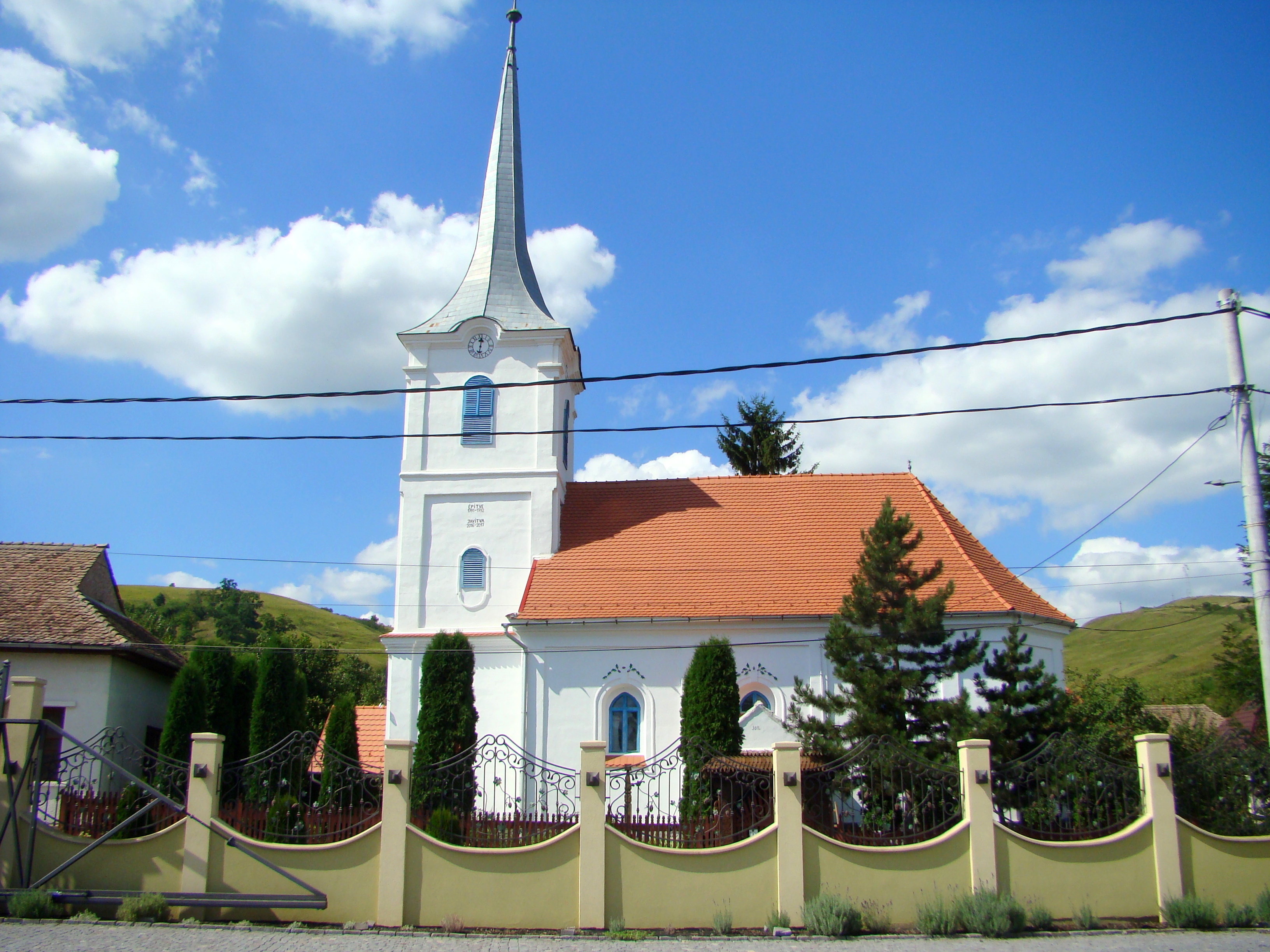
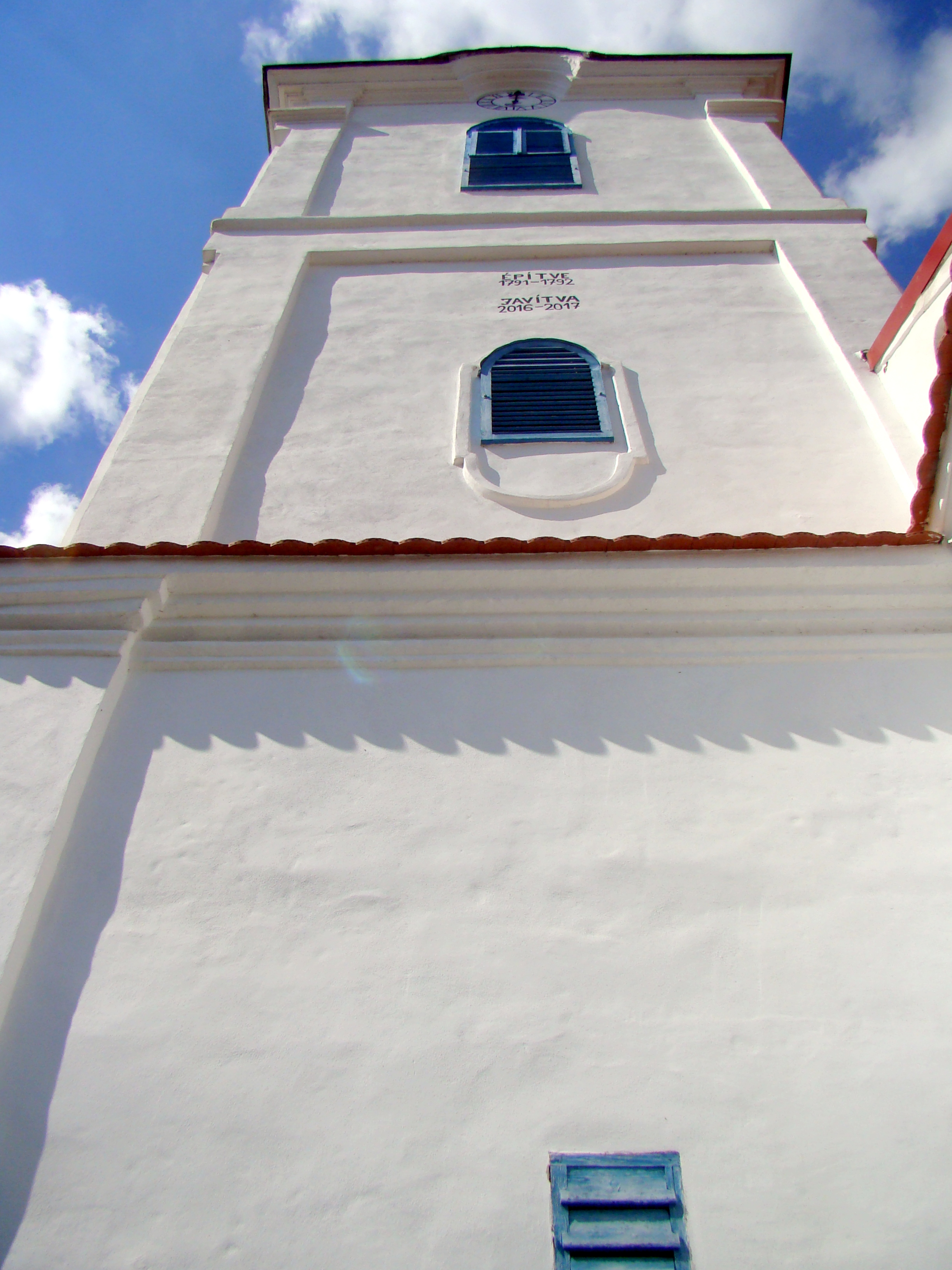
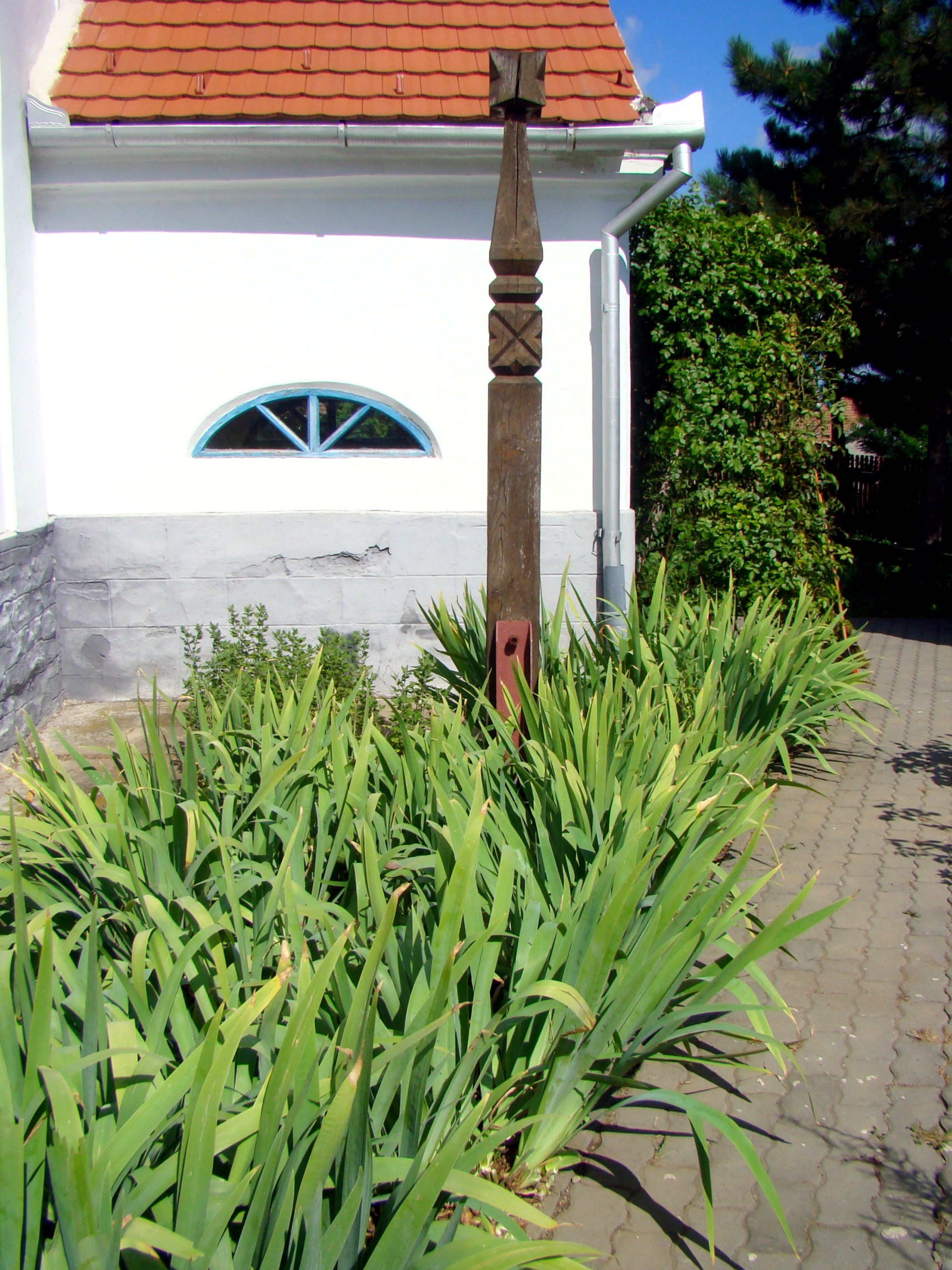
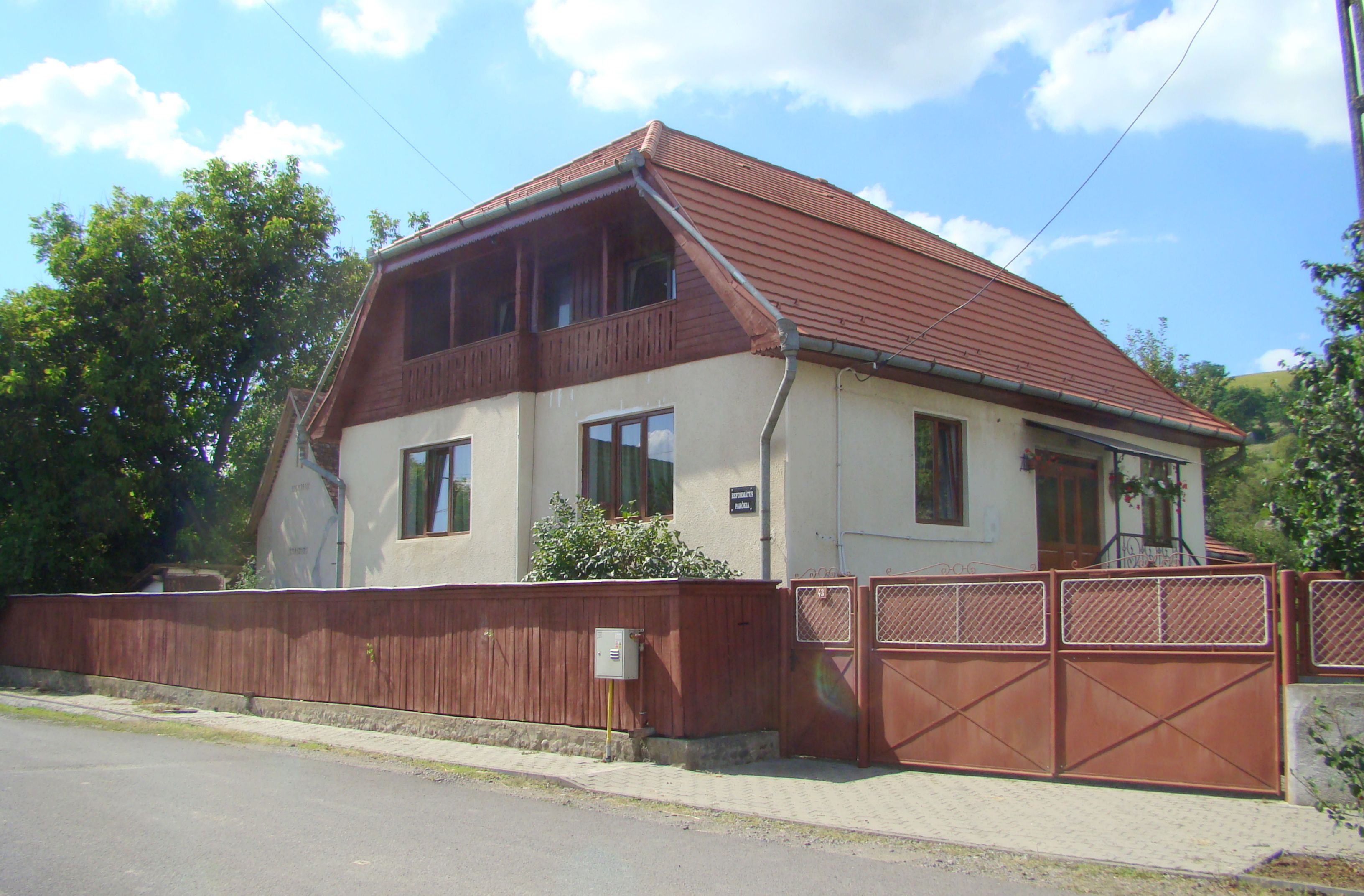
Casa parohială reformată
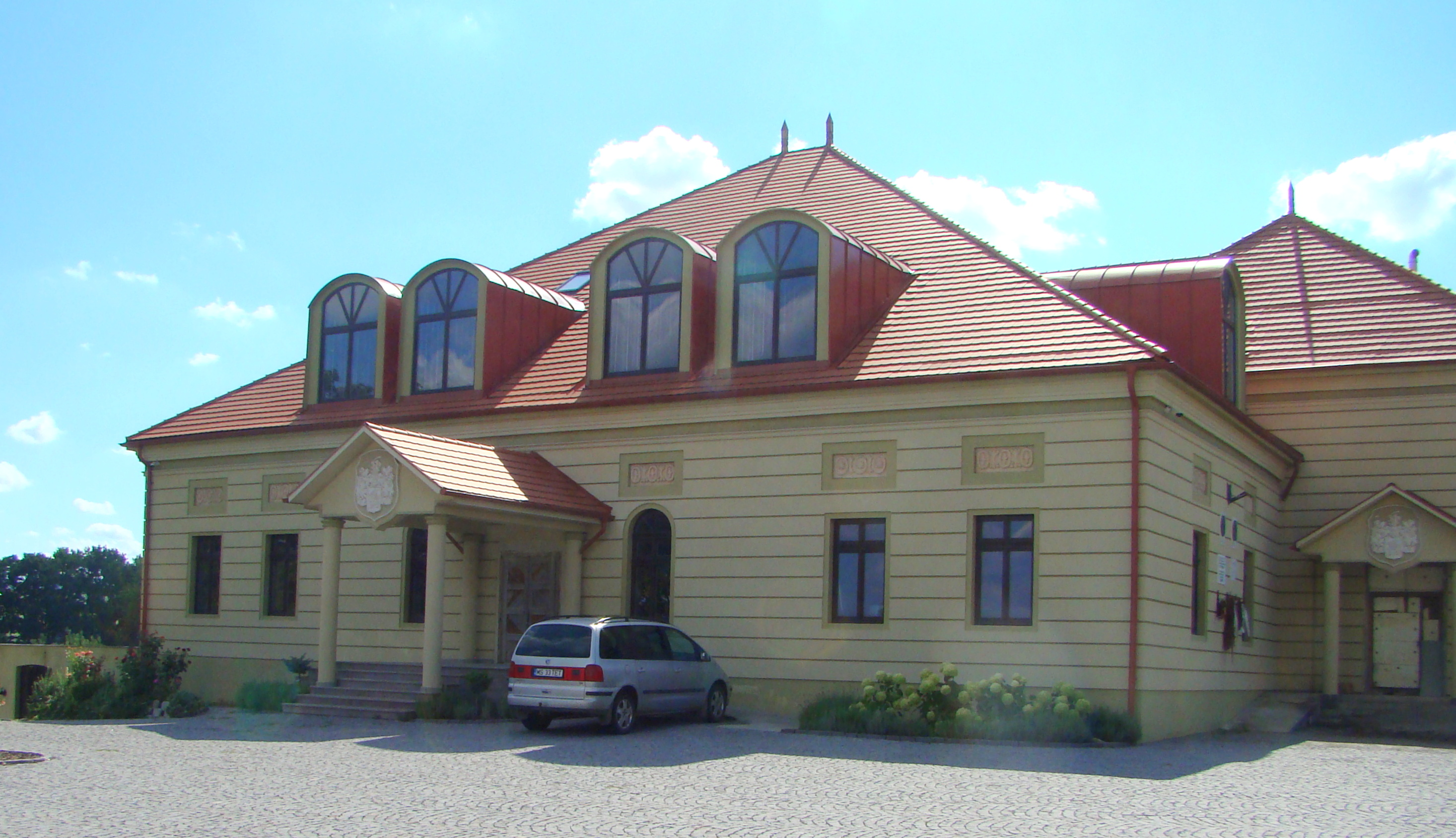
Conacul familiei Simén, retrocedat și în curs de renovare

### Interior

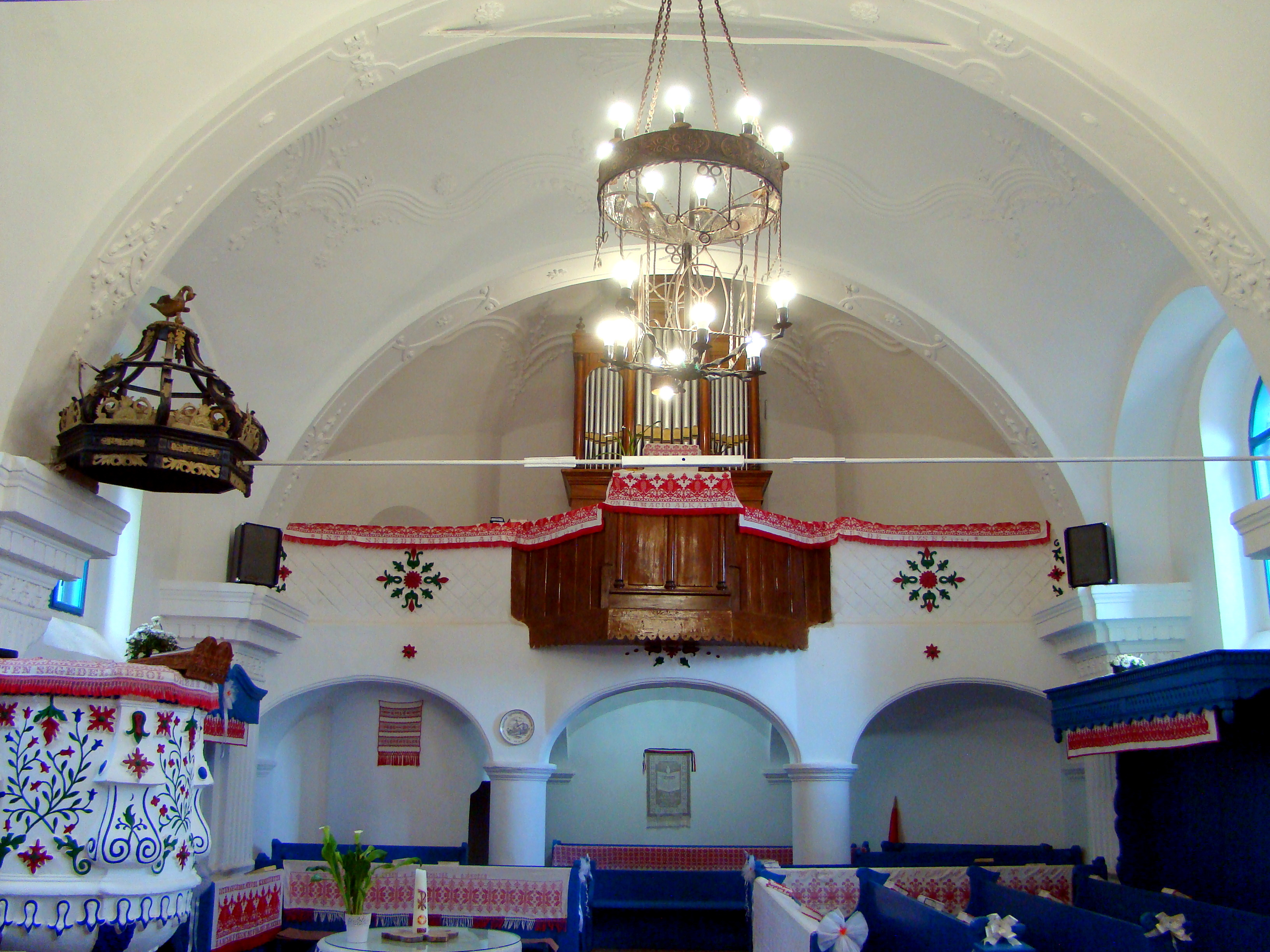
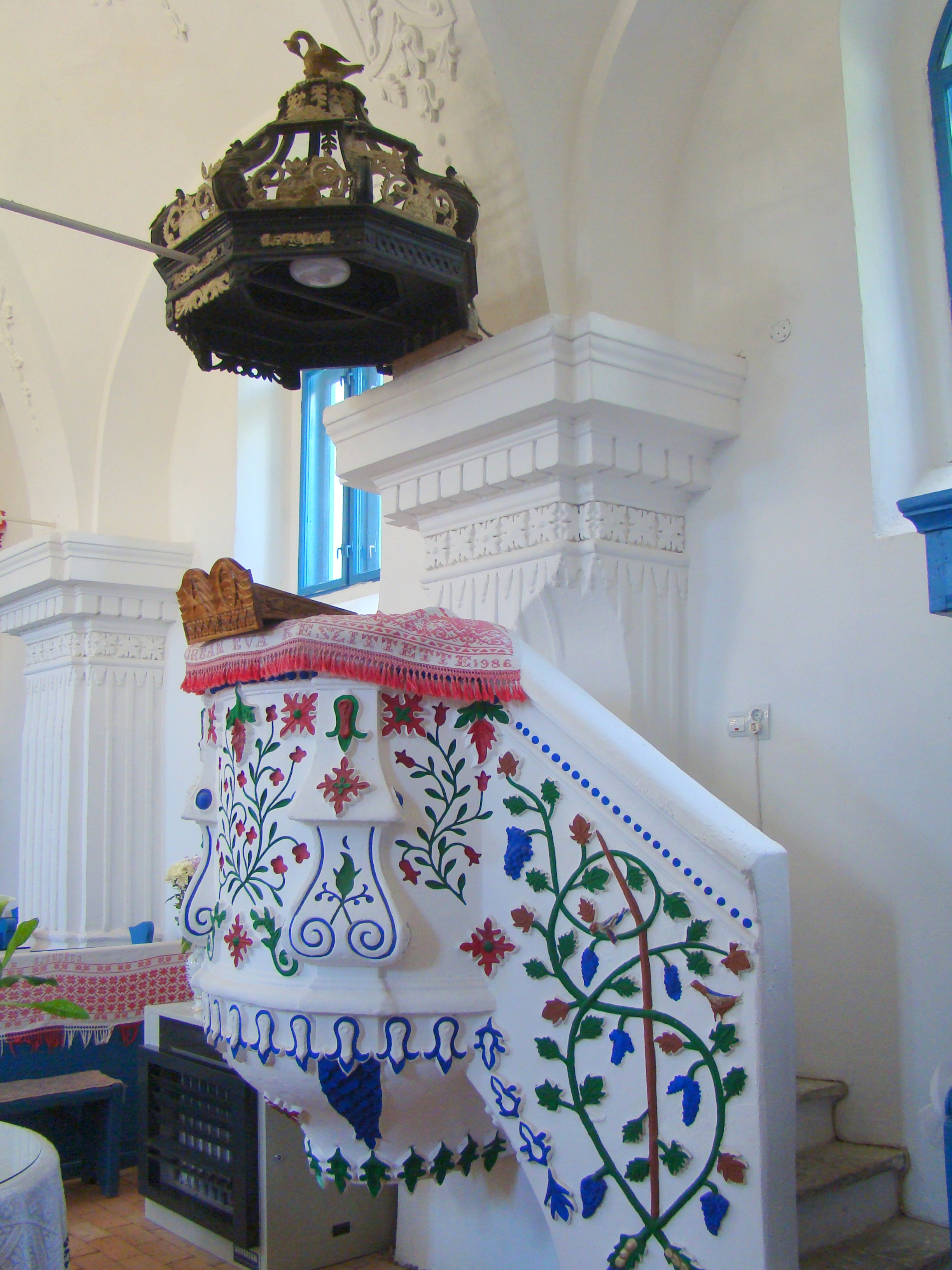
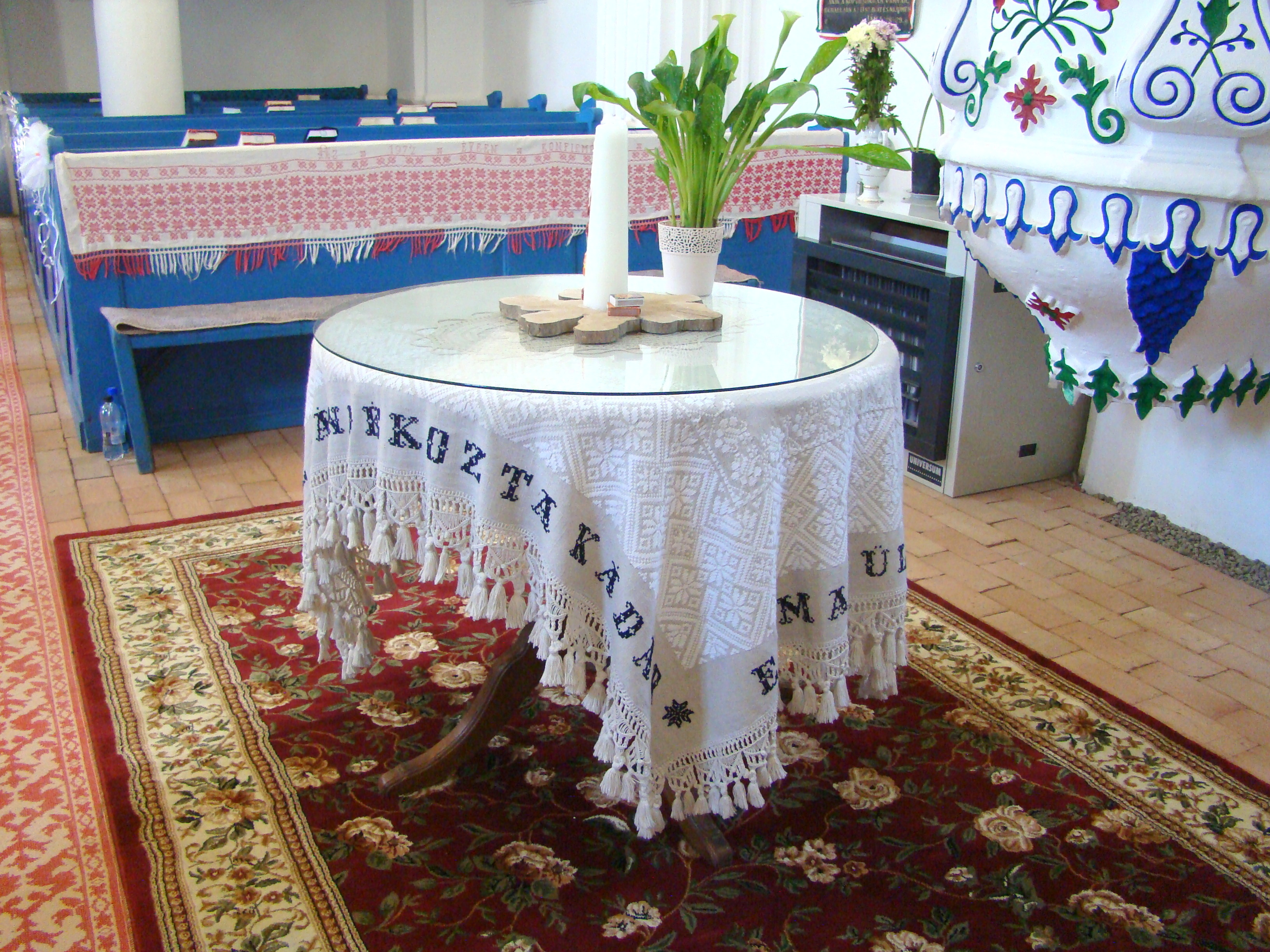
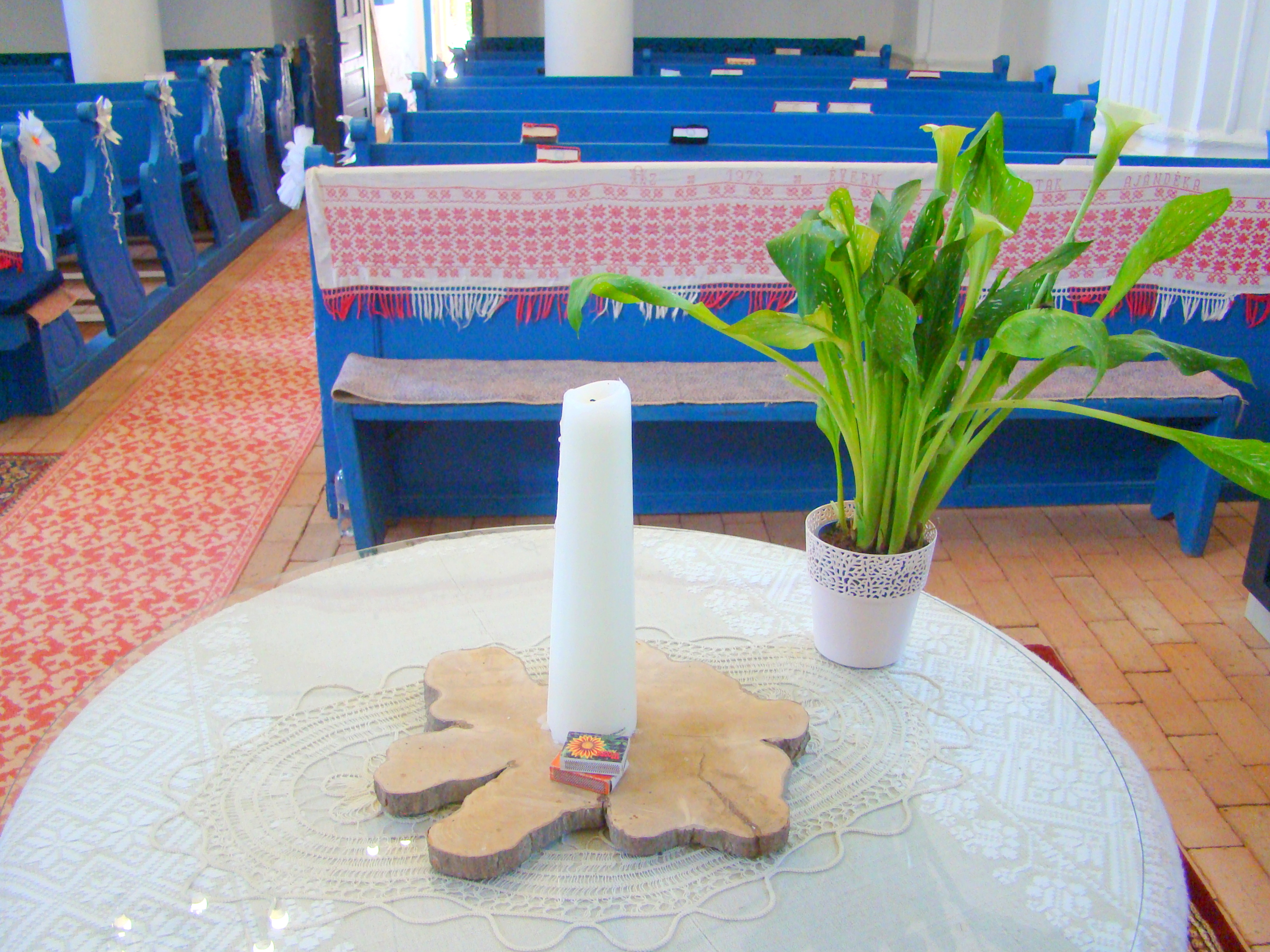
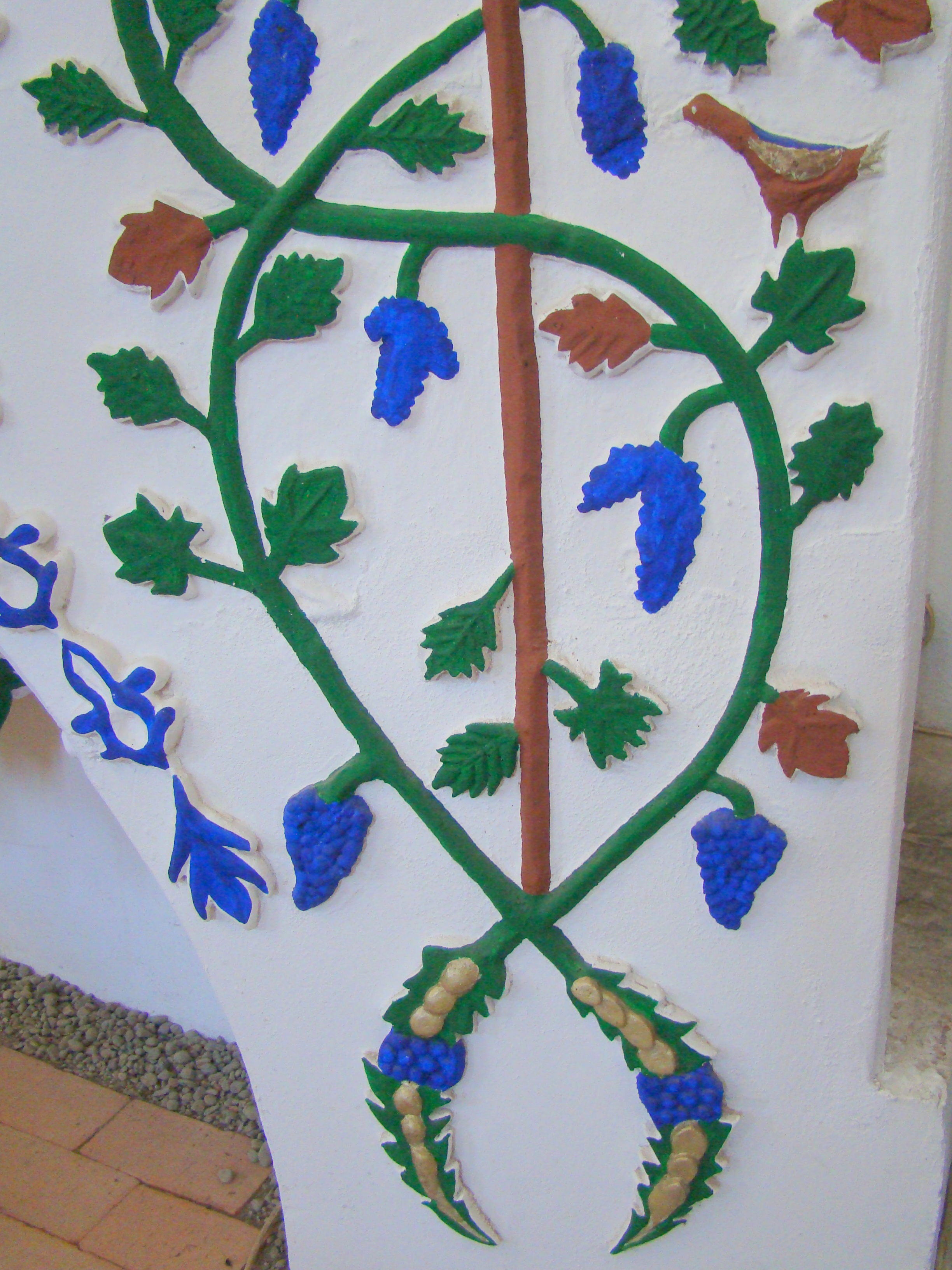
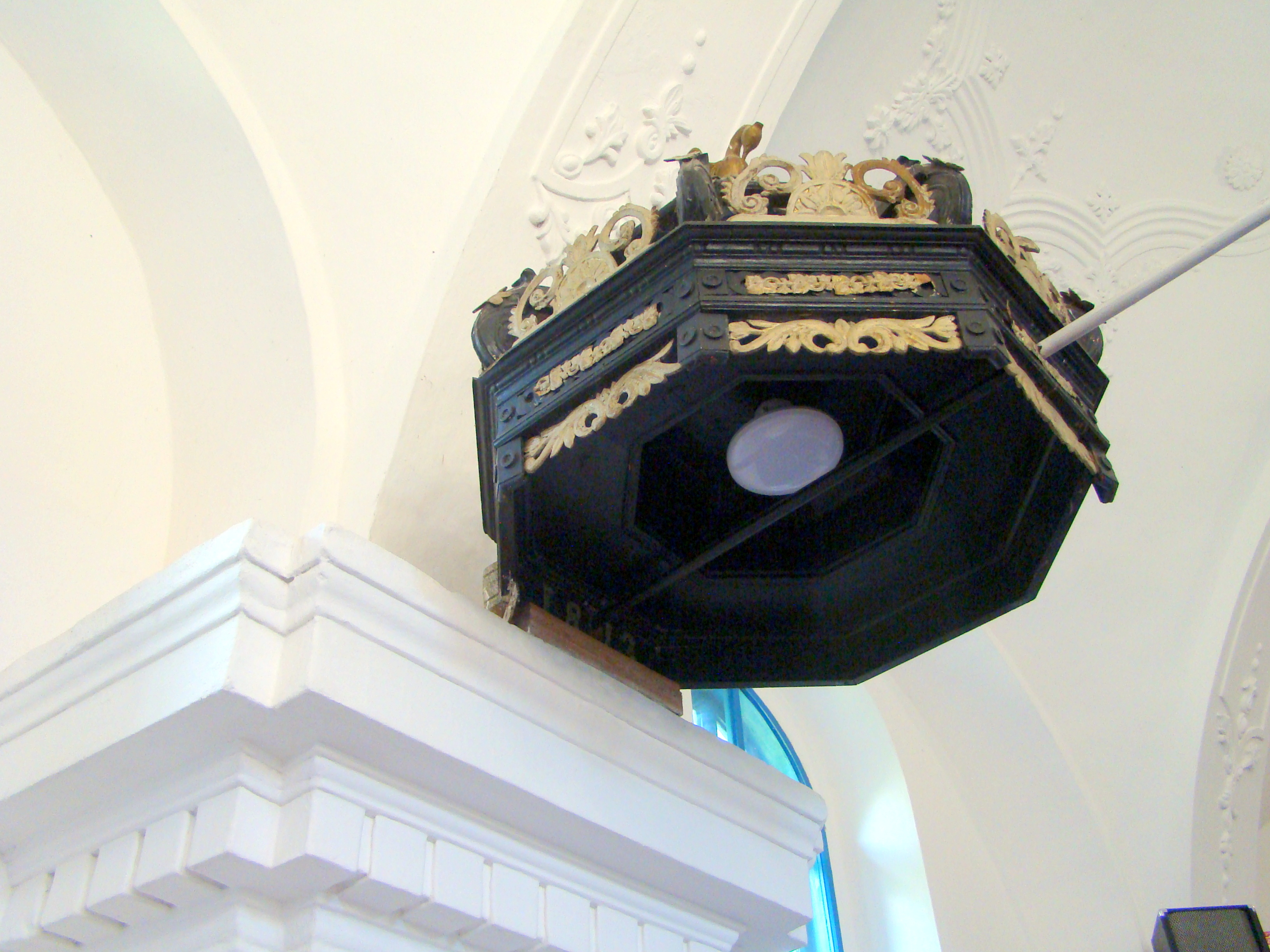
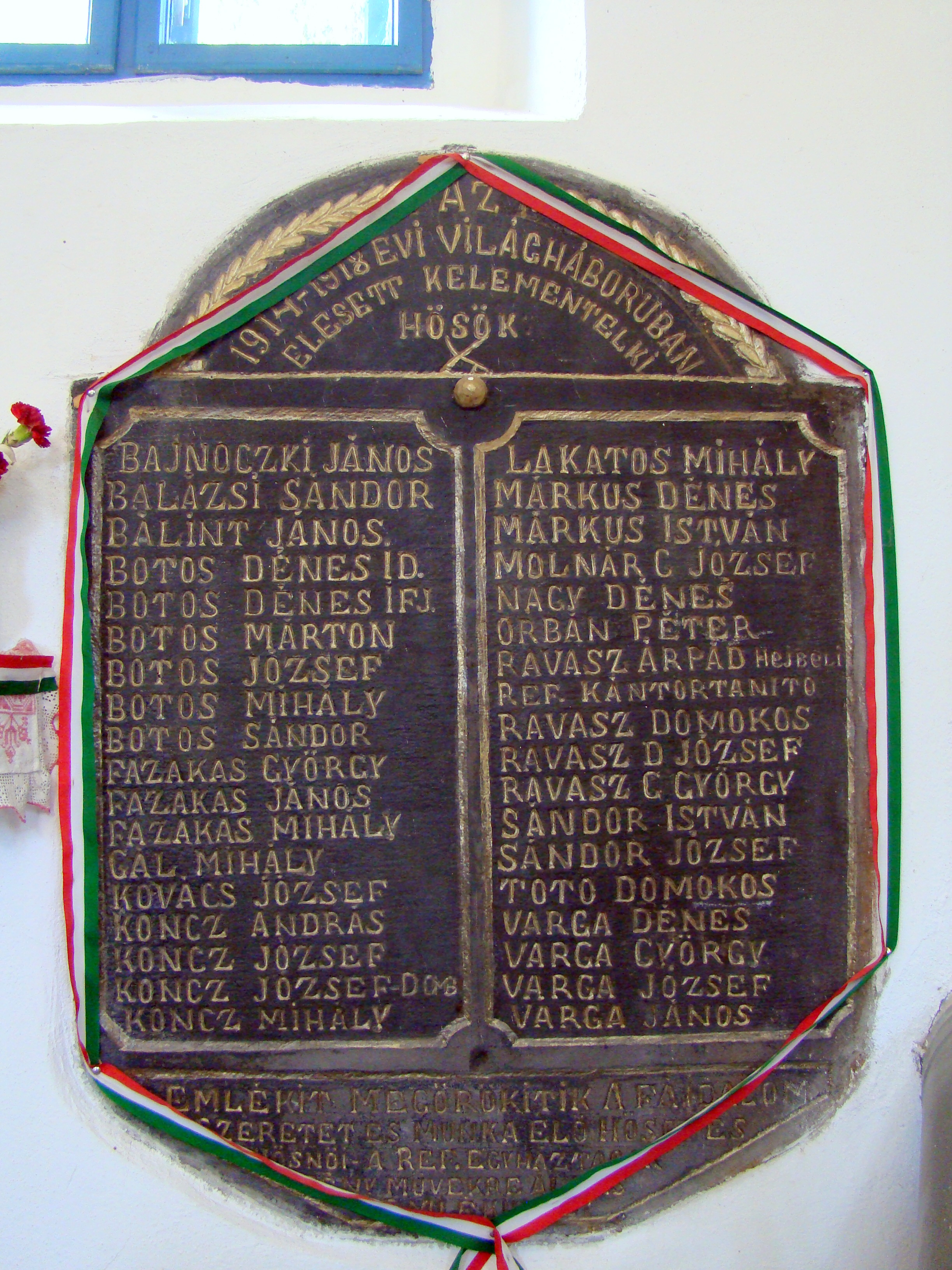
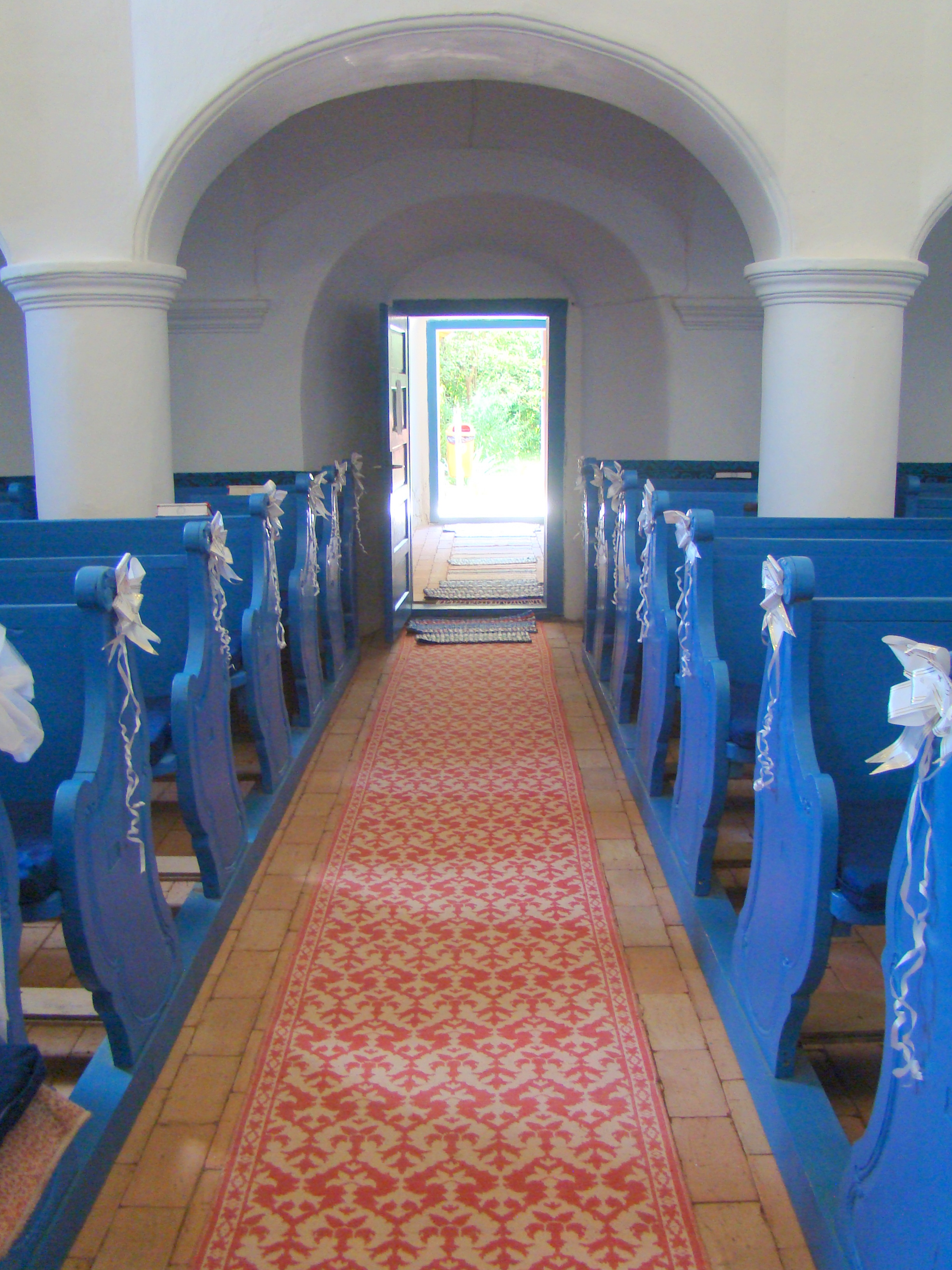
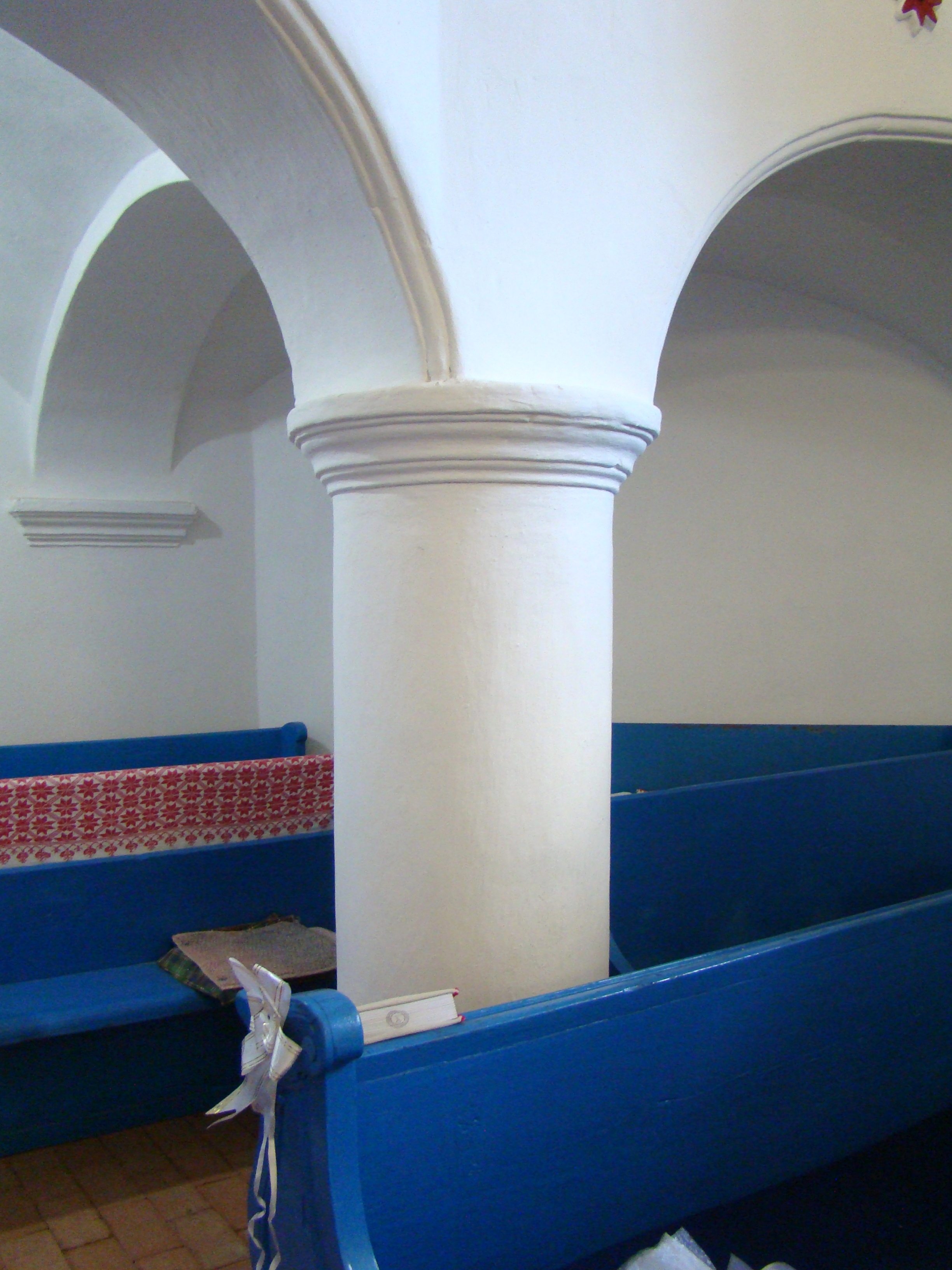
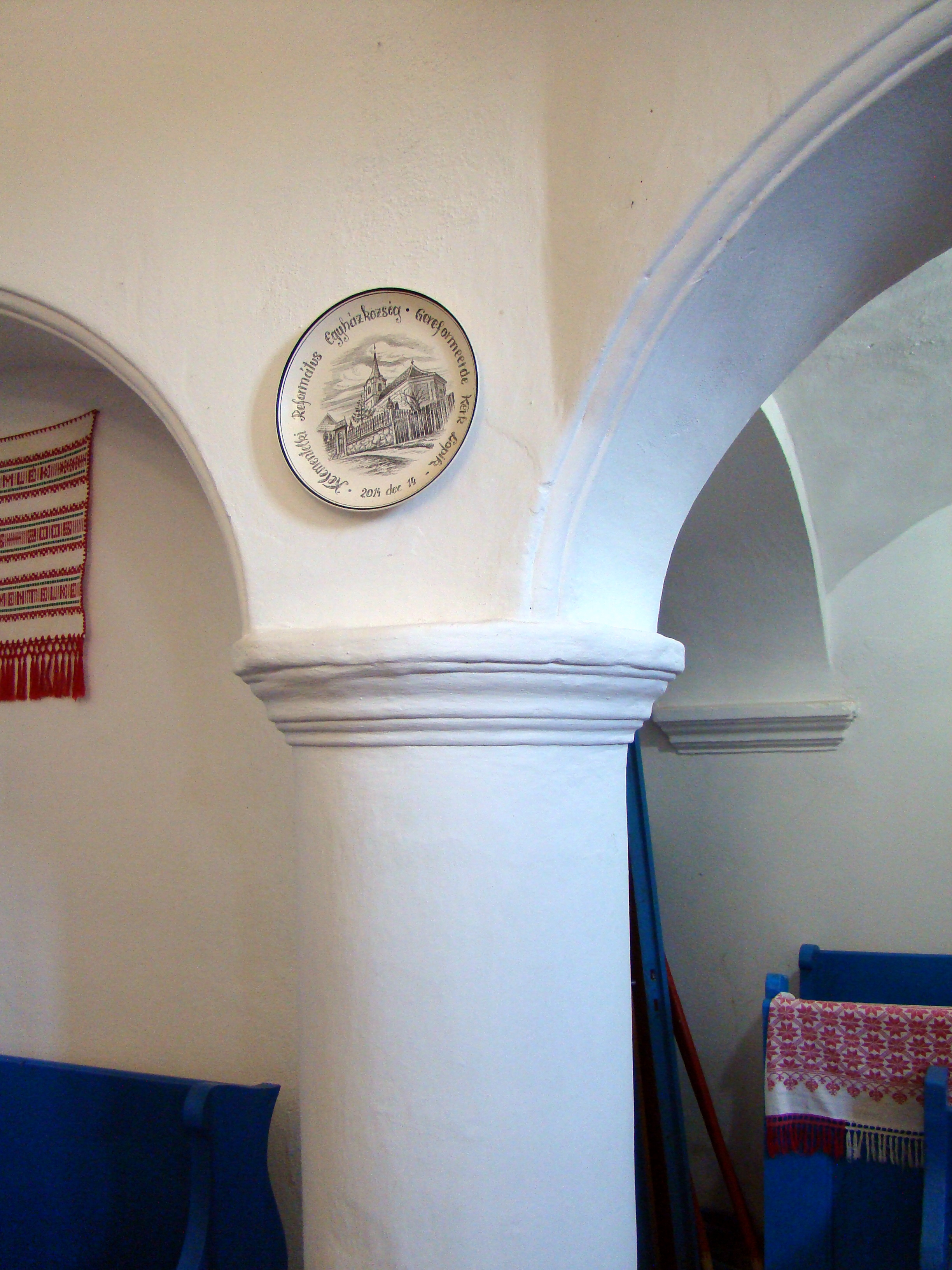
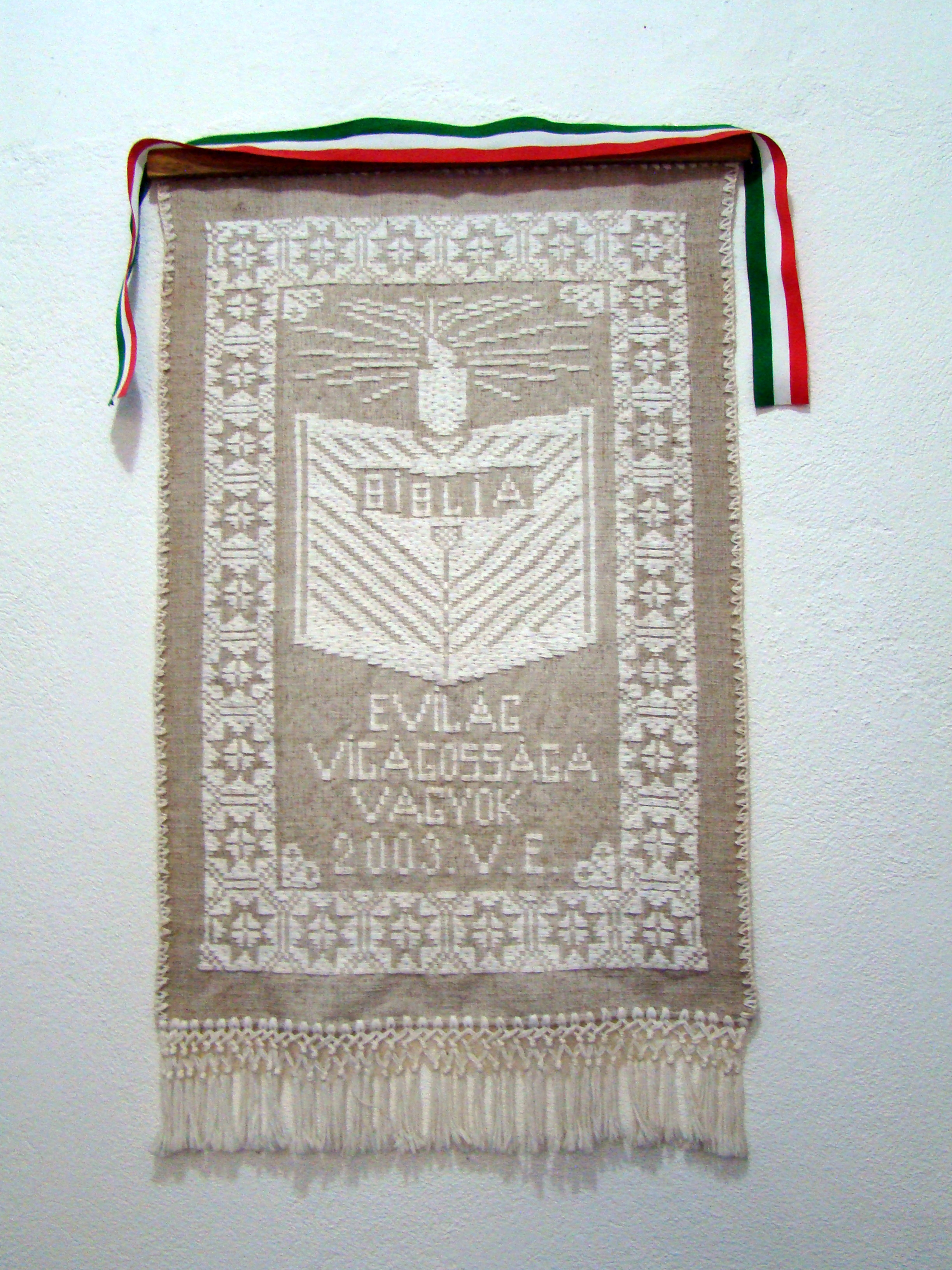
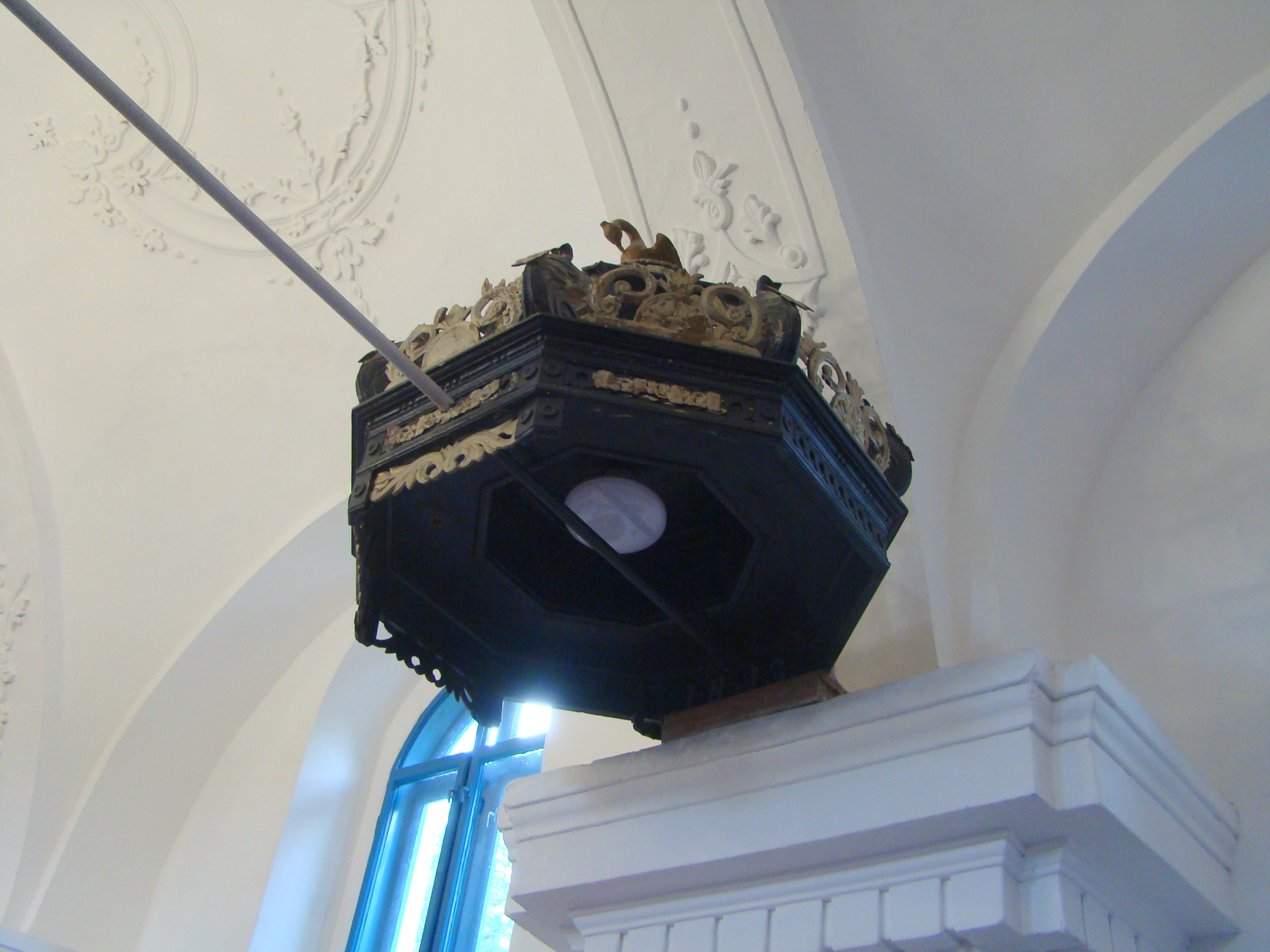
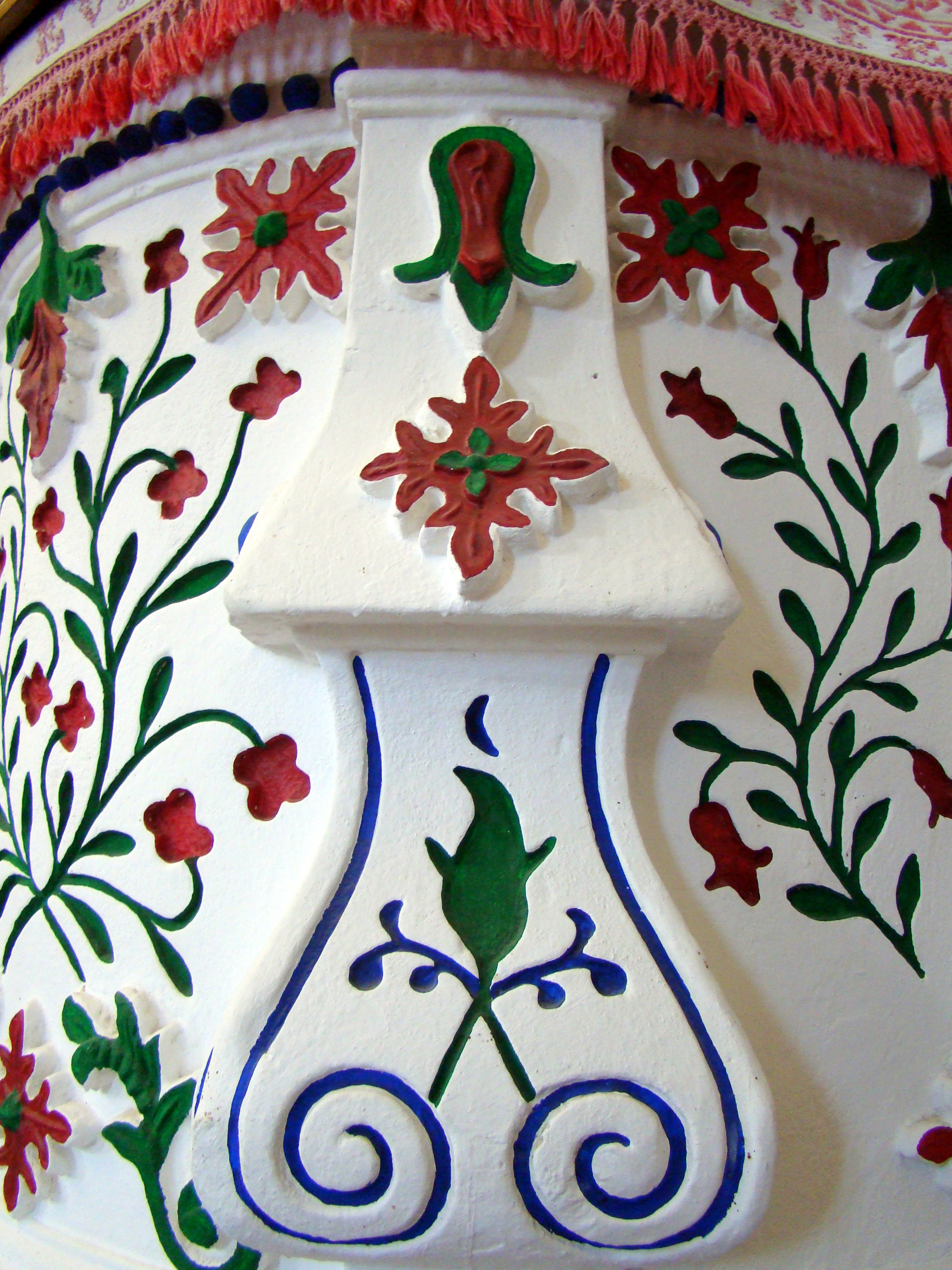
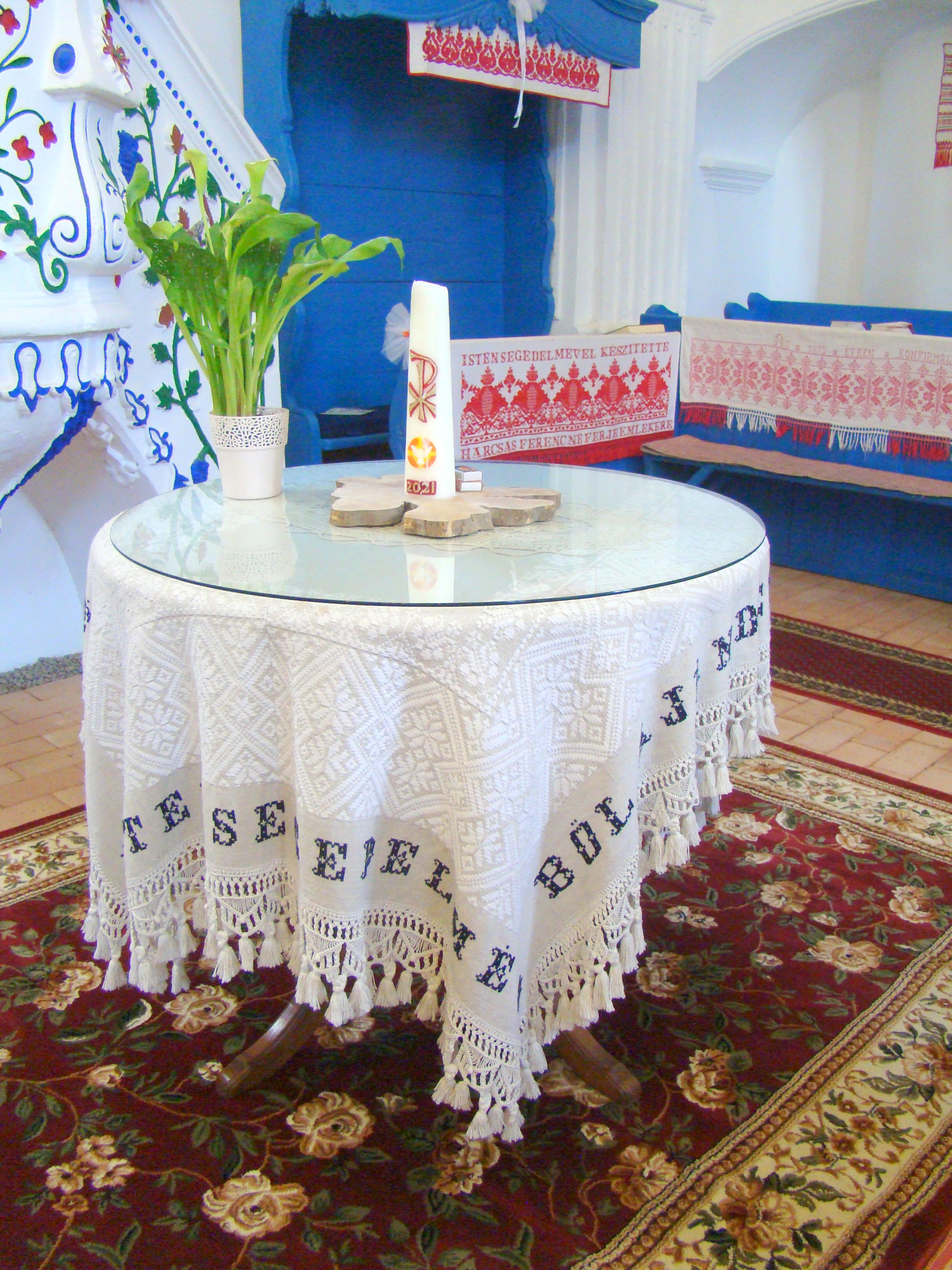
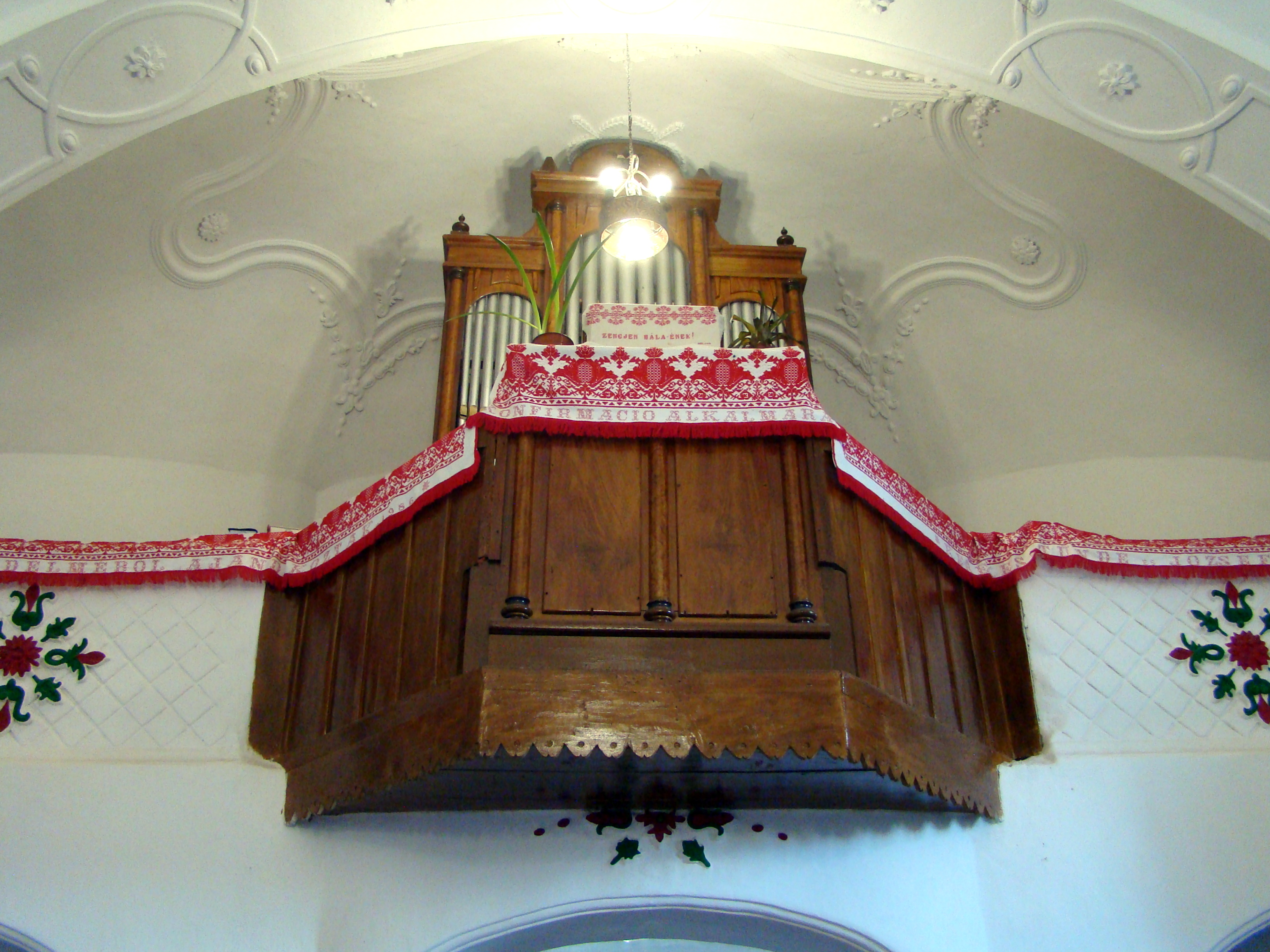
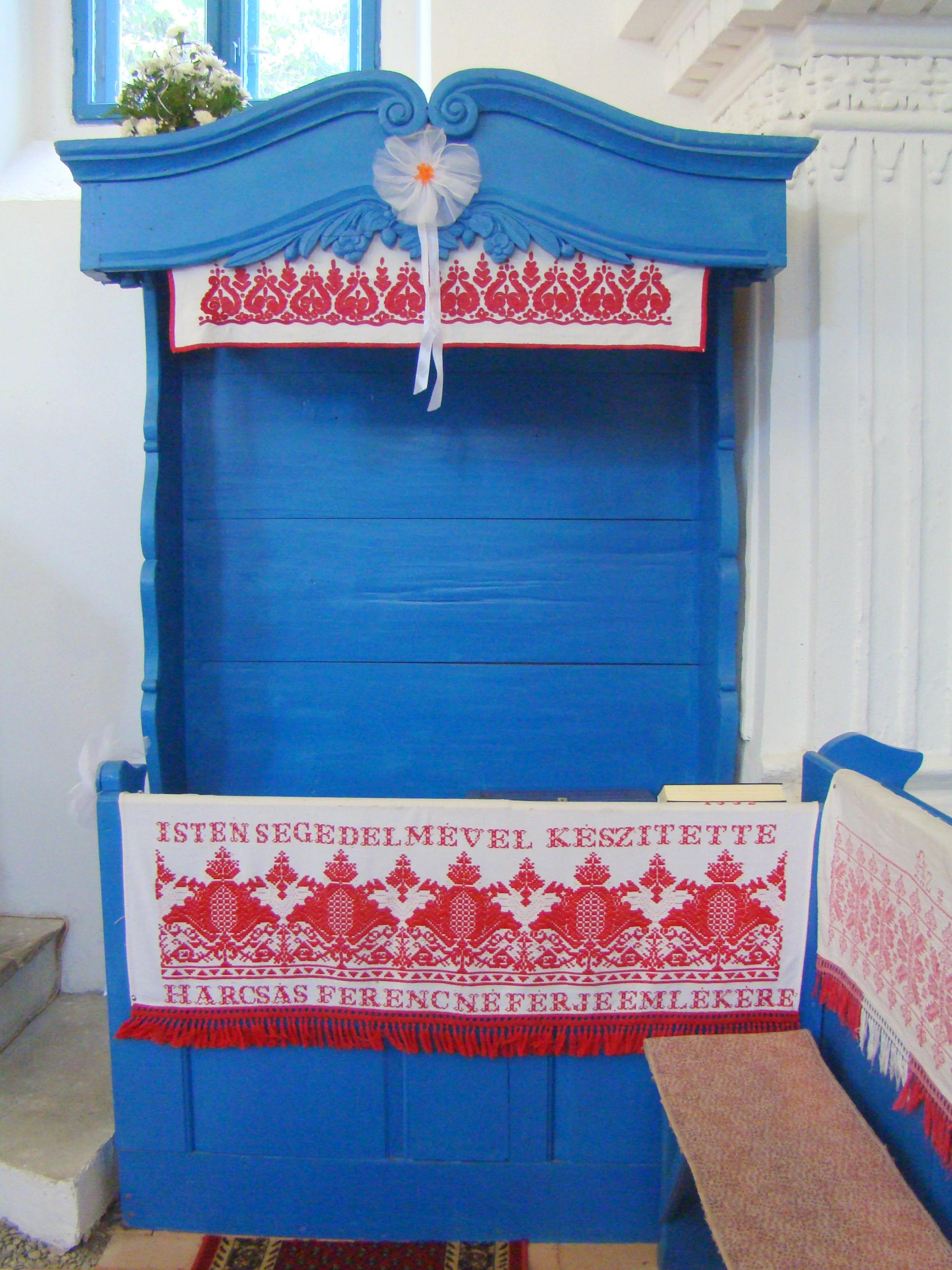
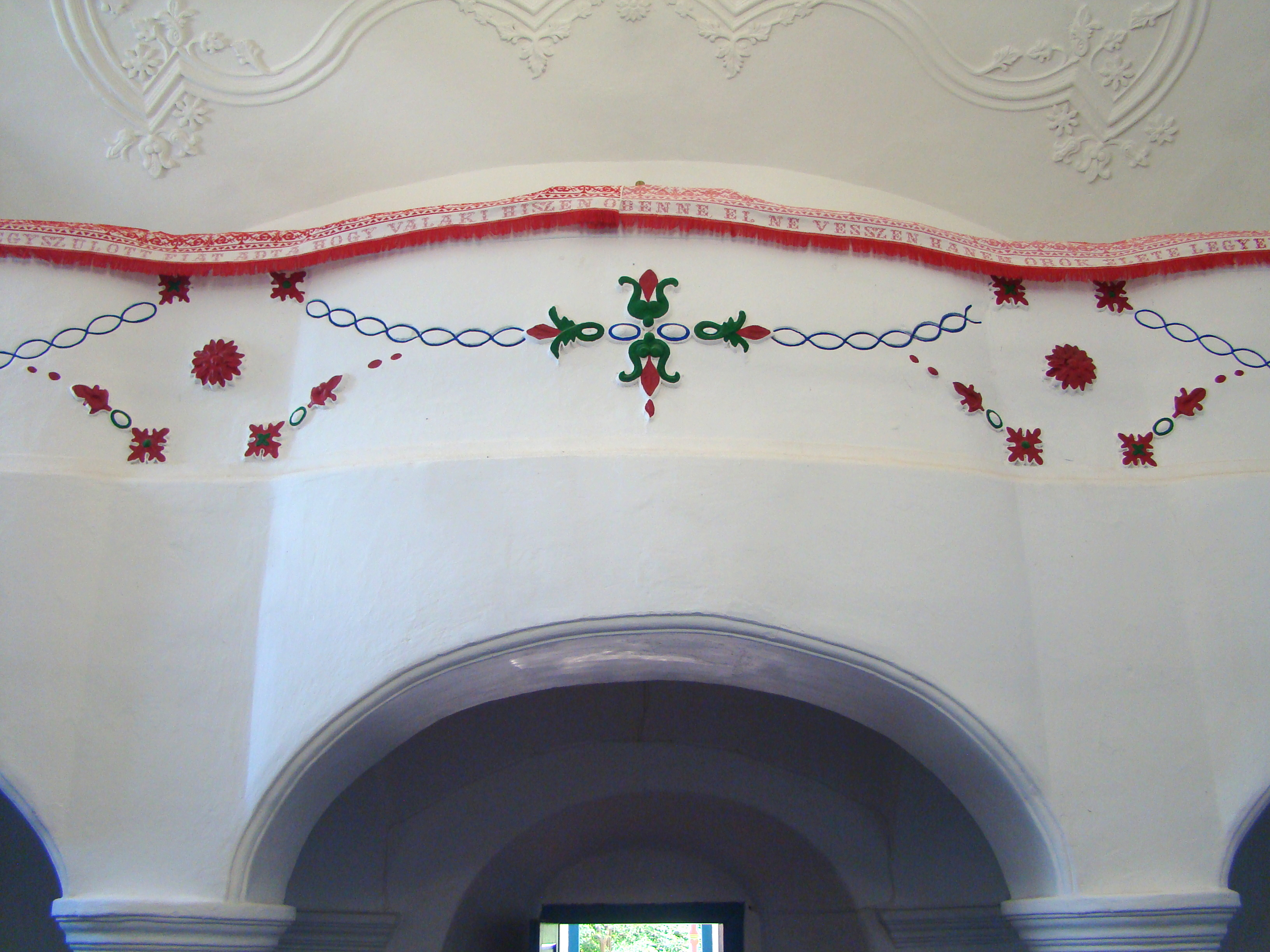
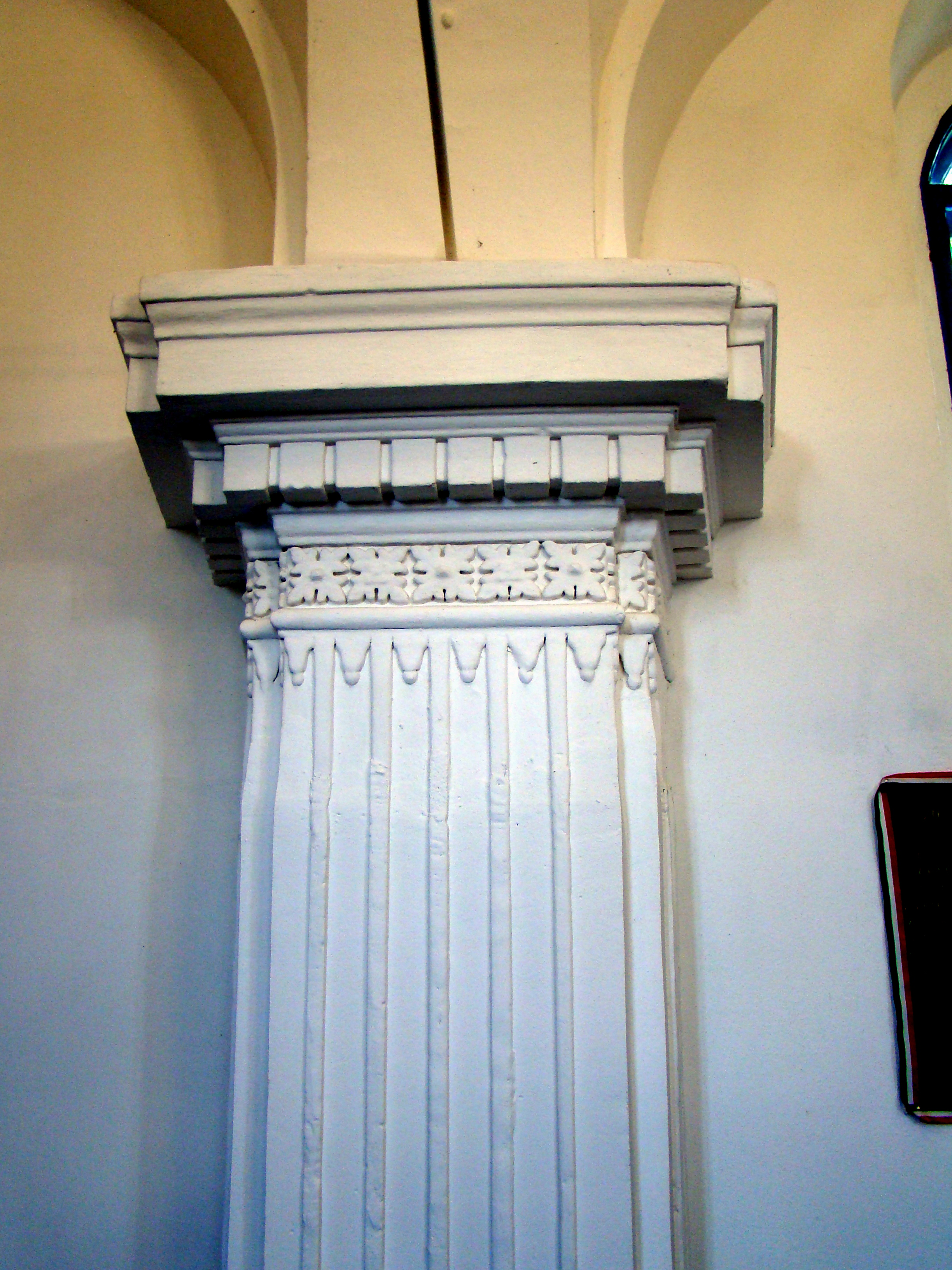
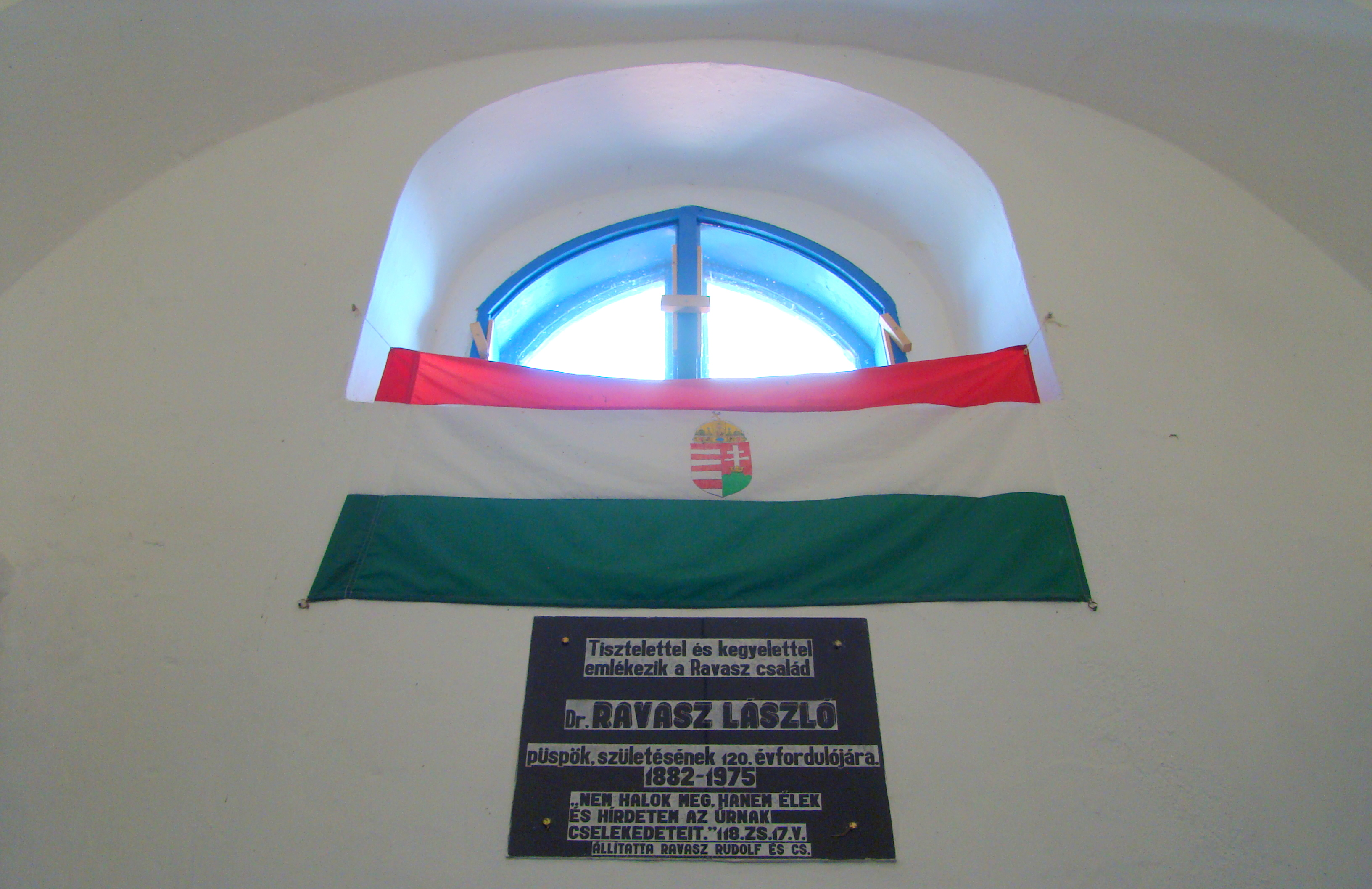
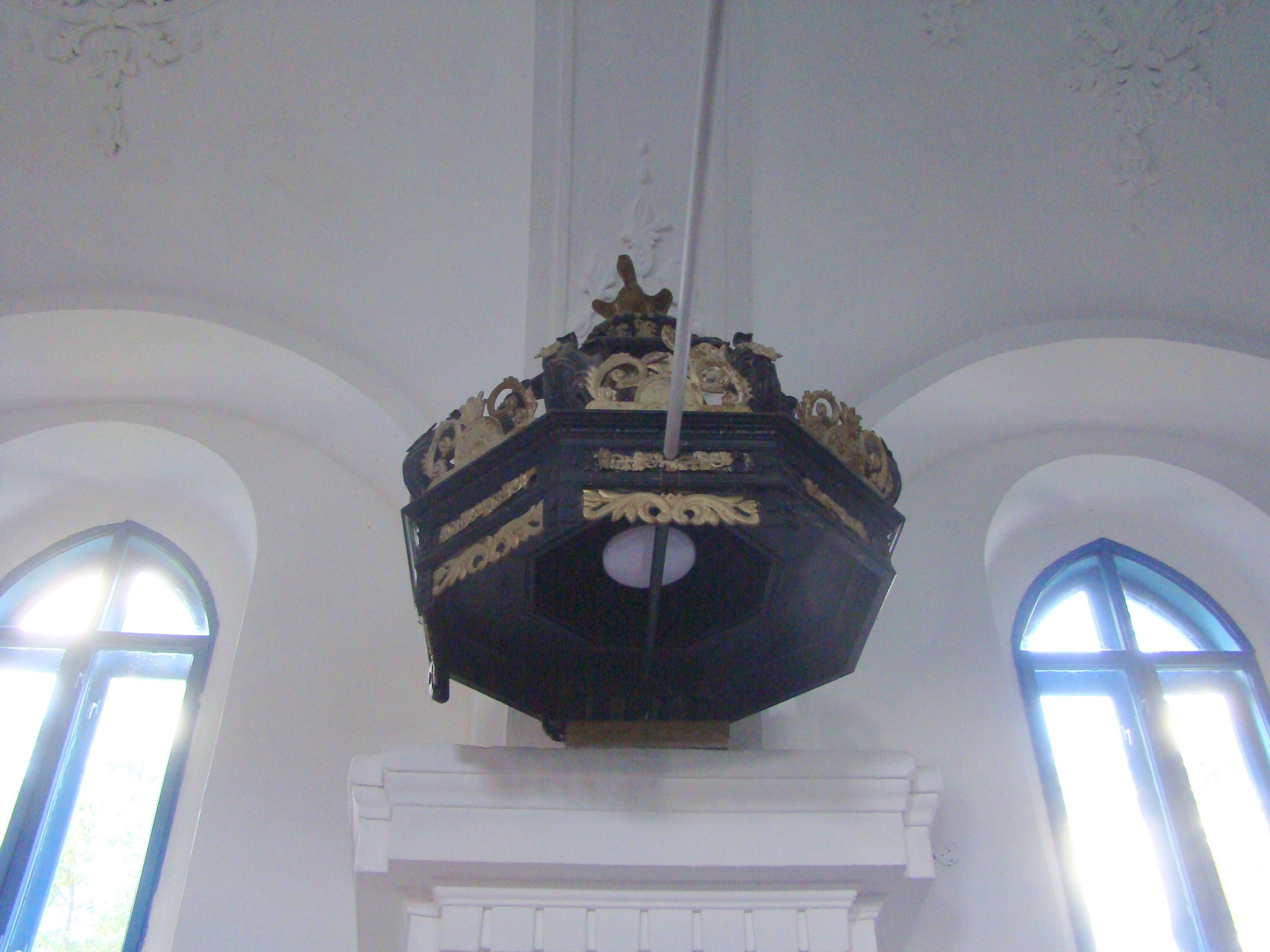
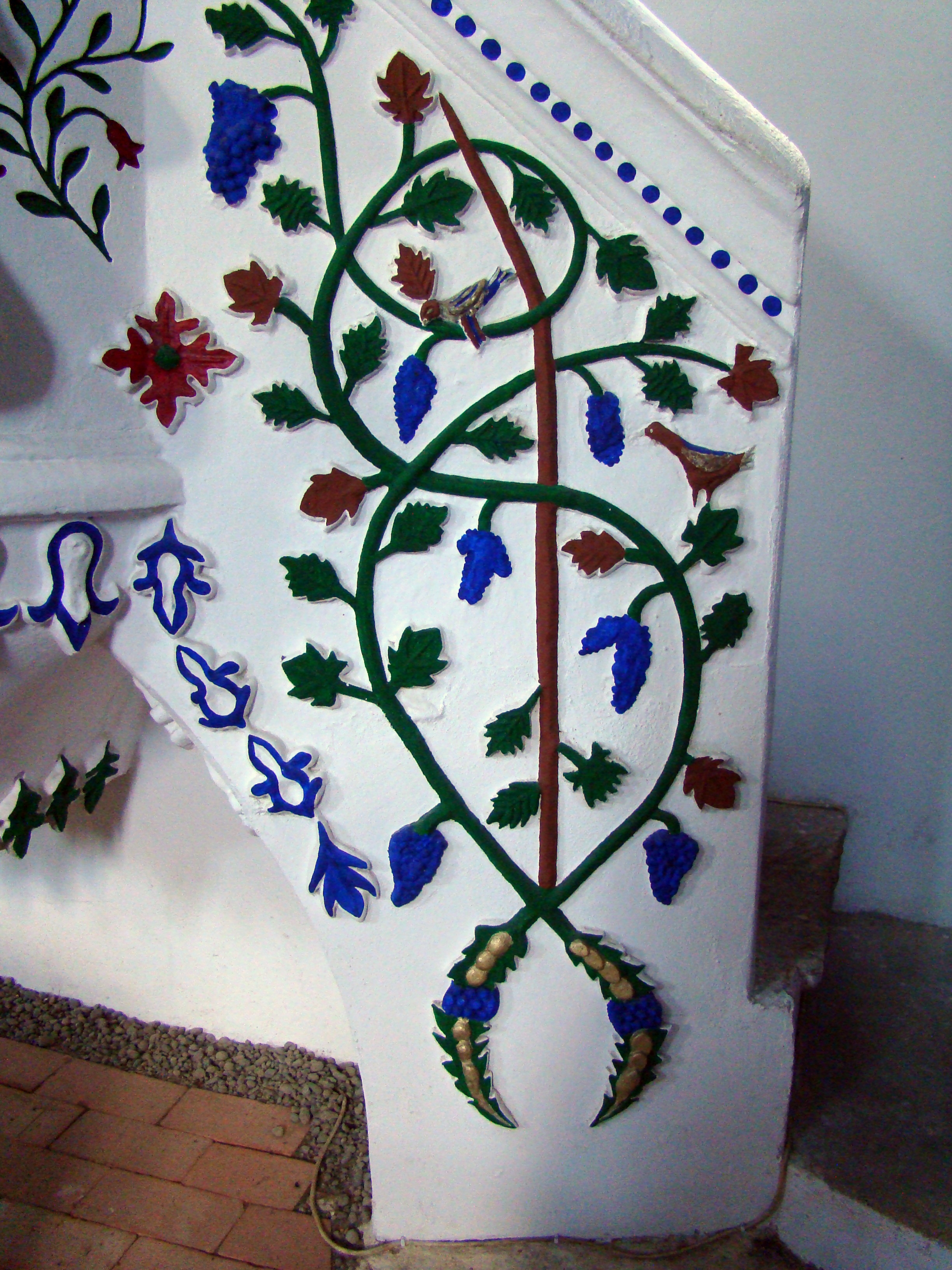
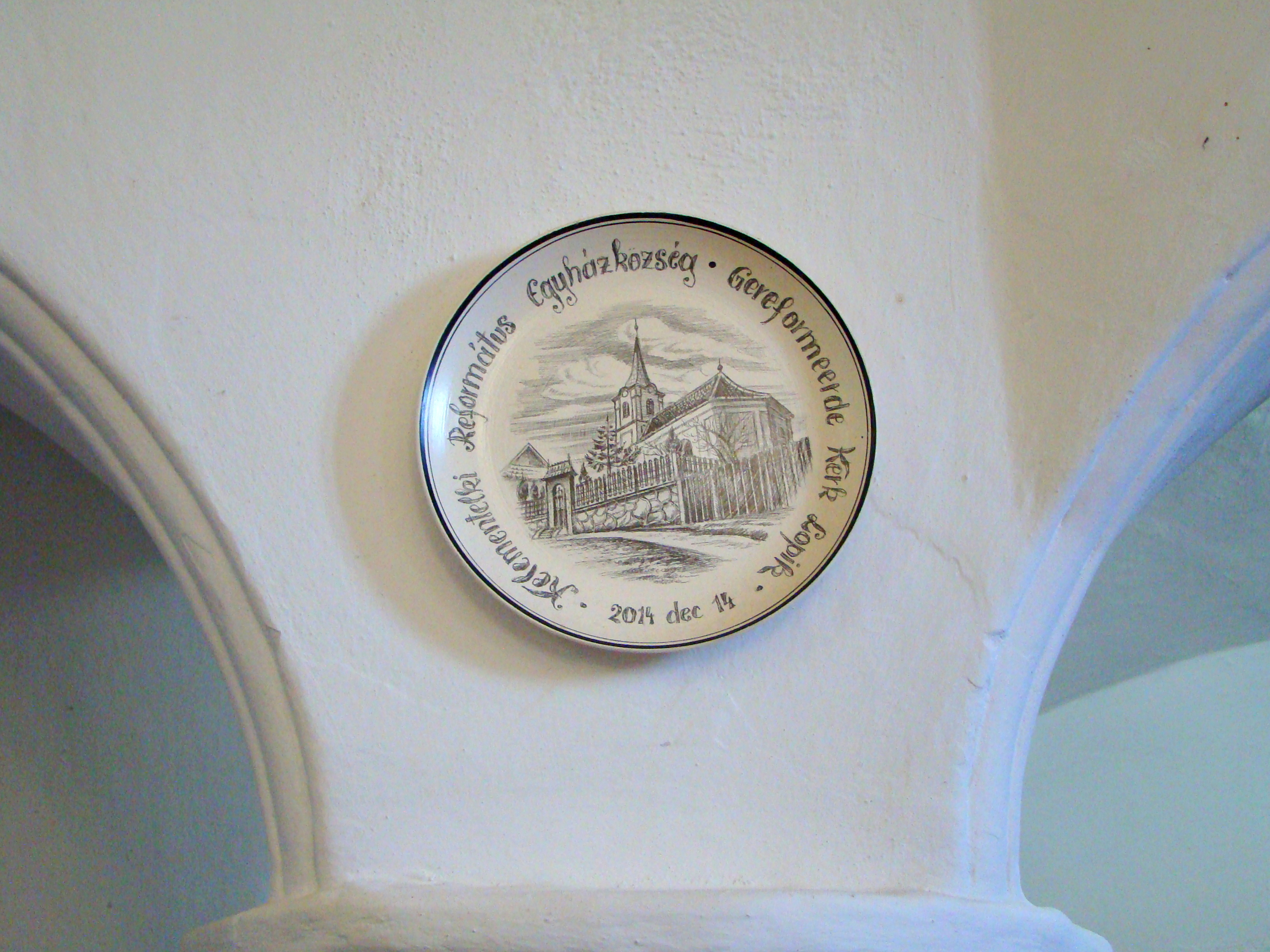
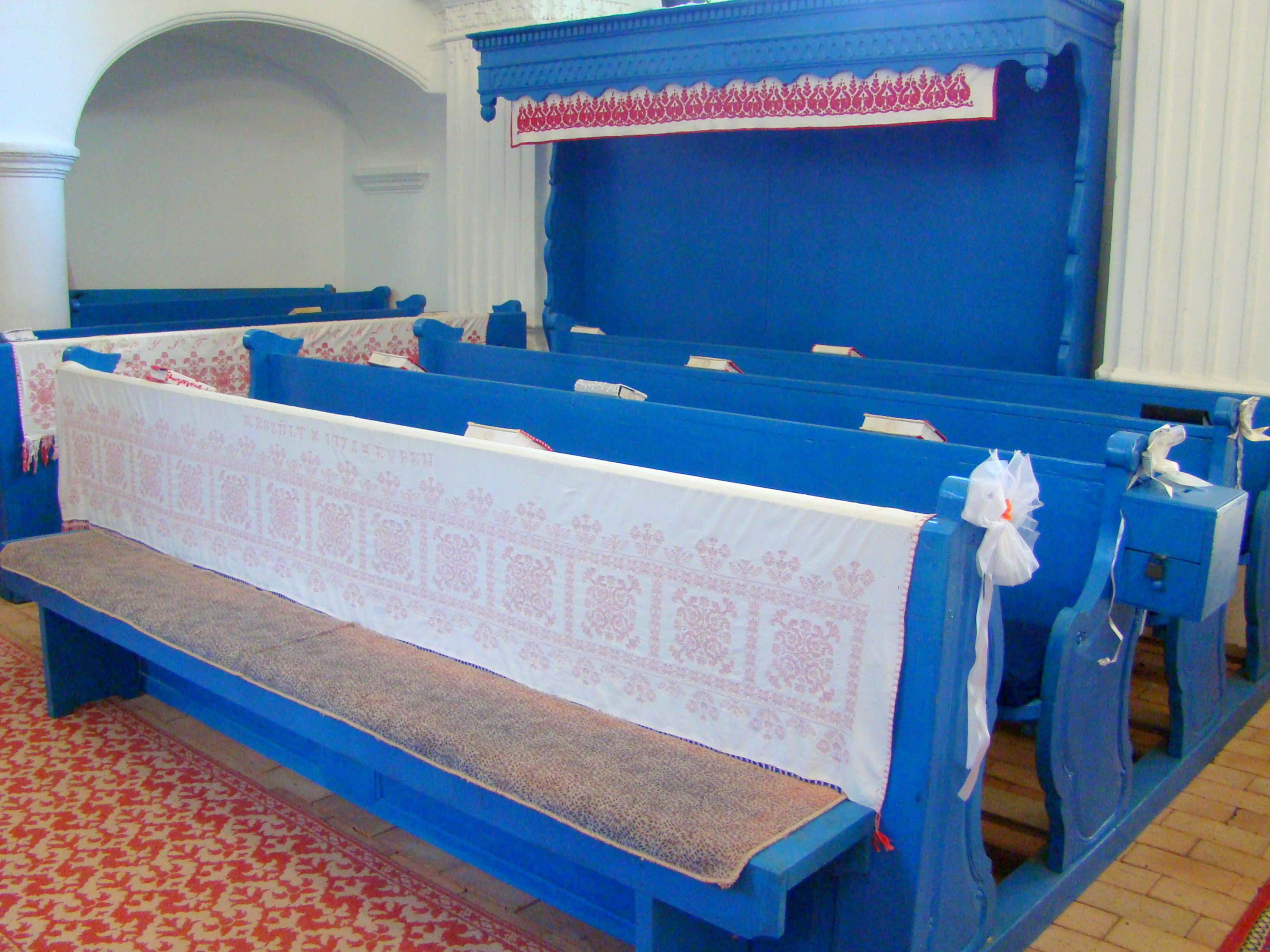
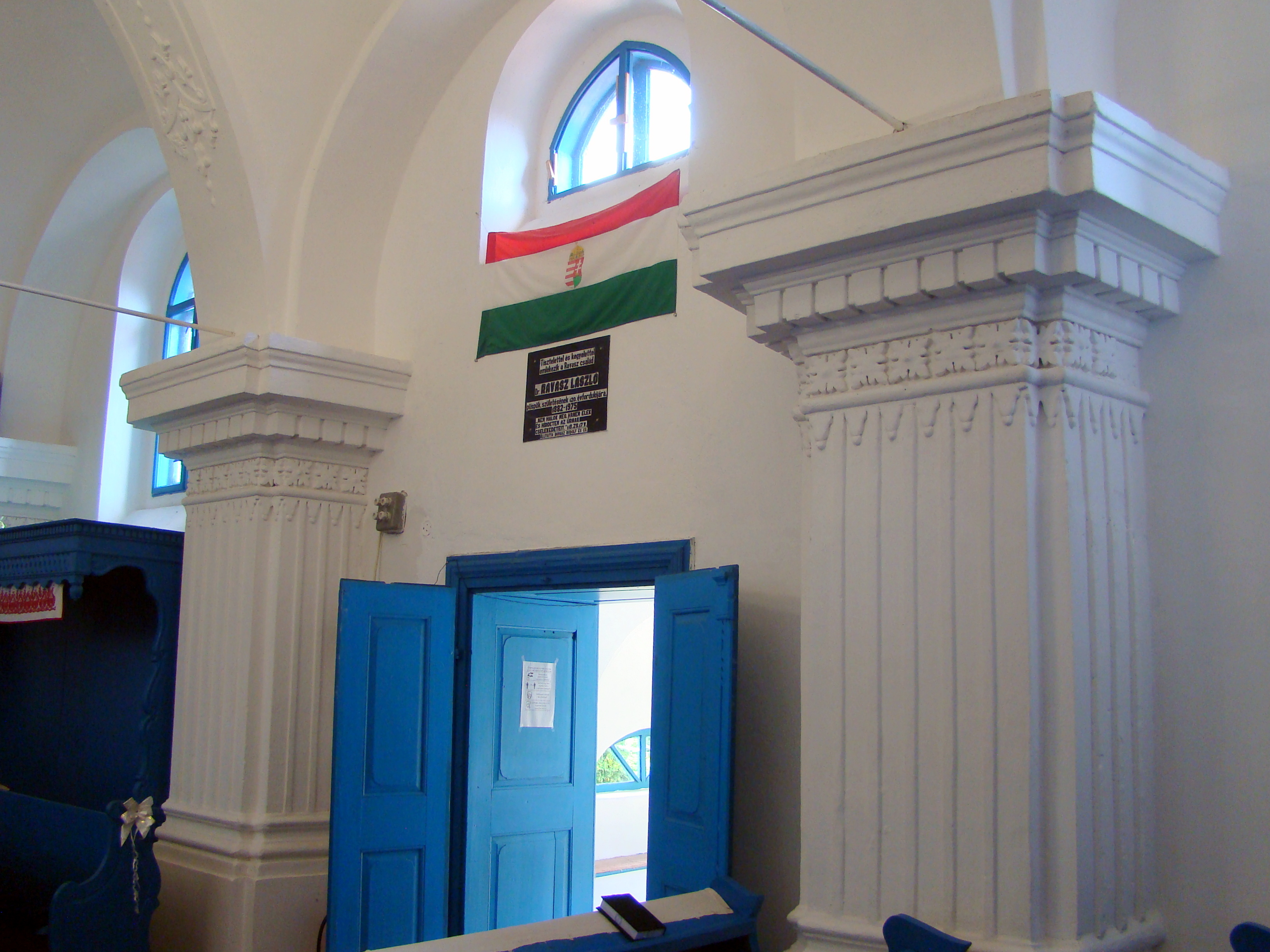
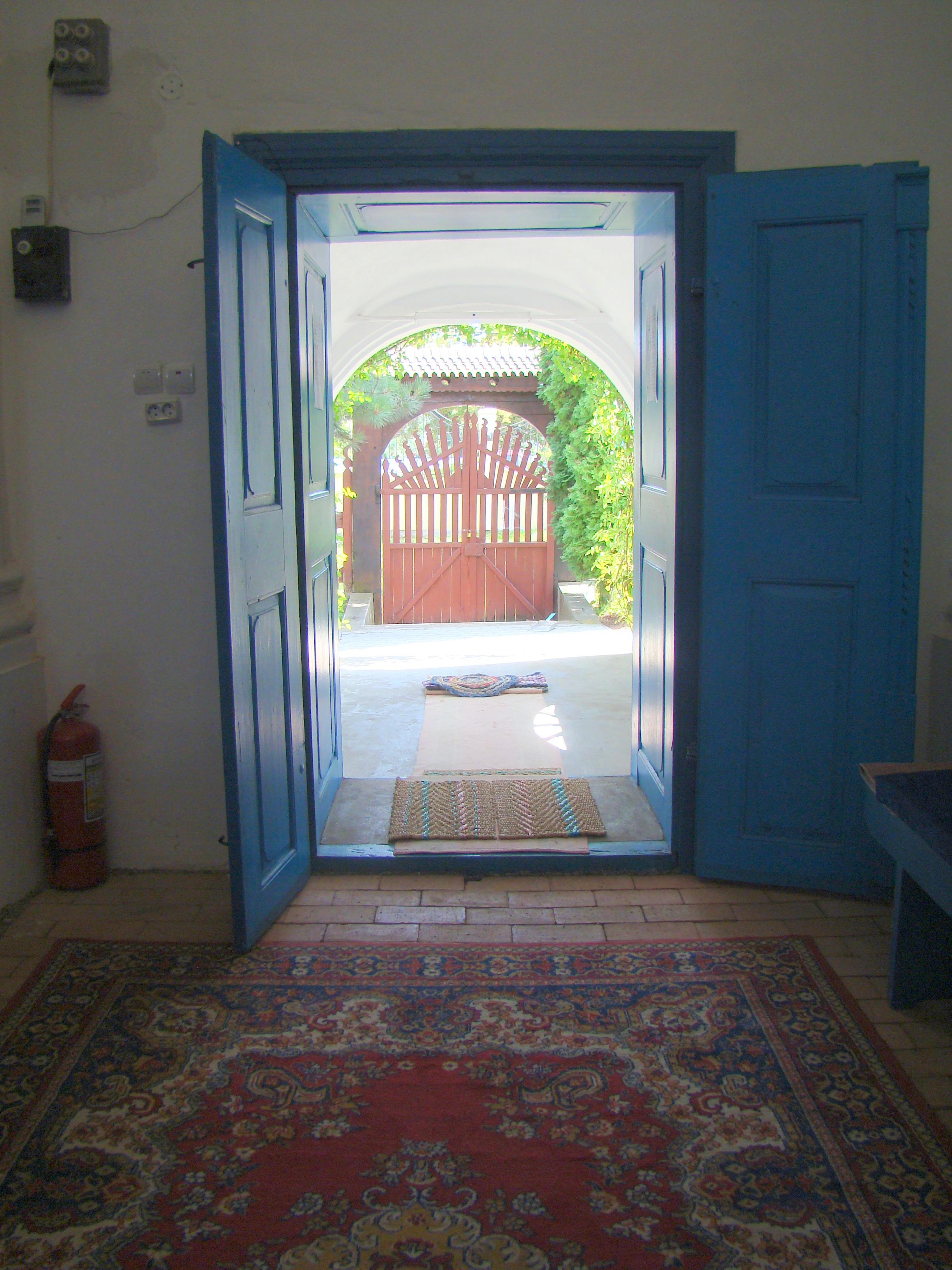
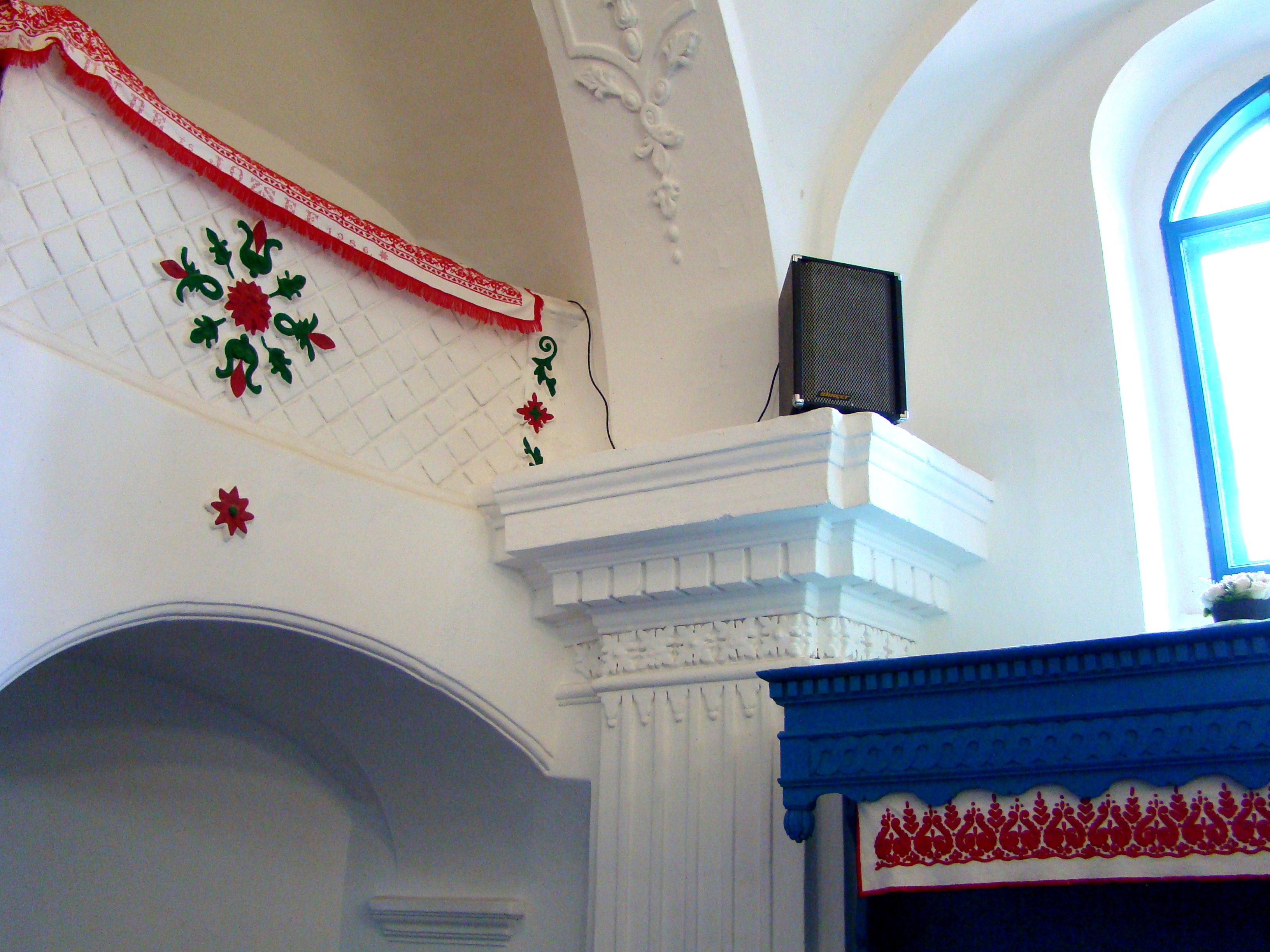
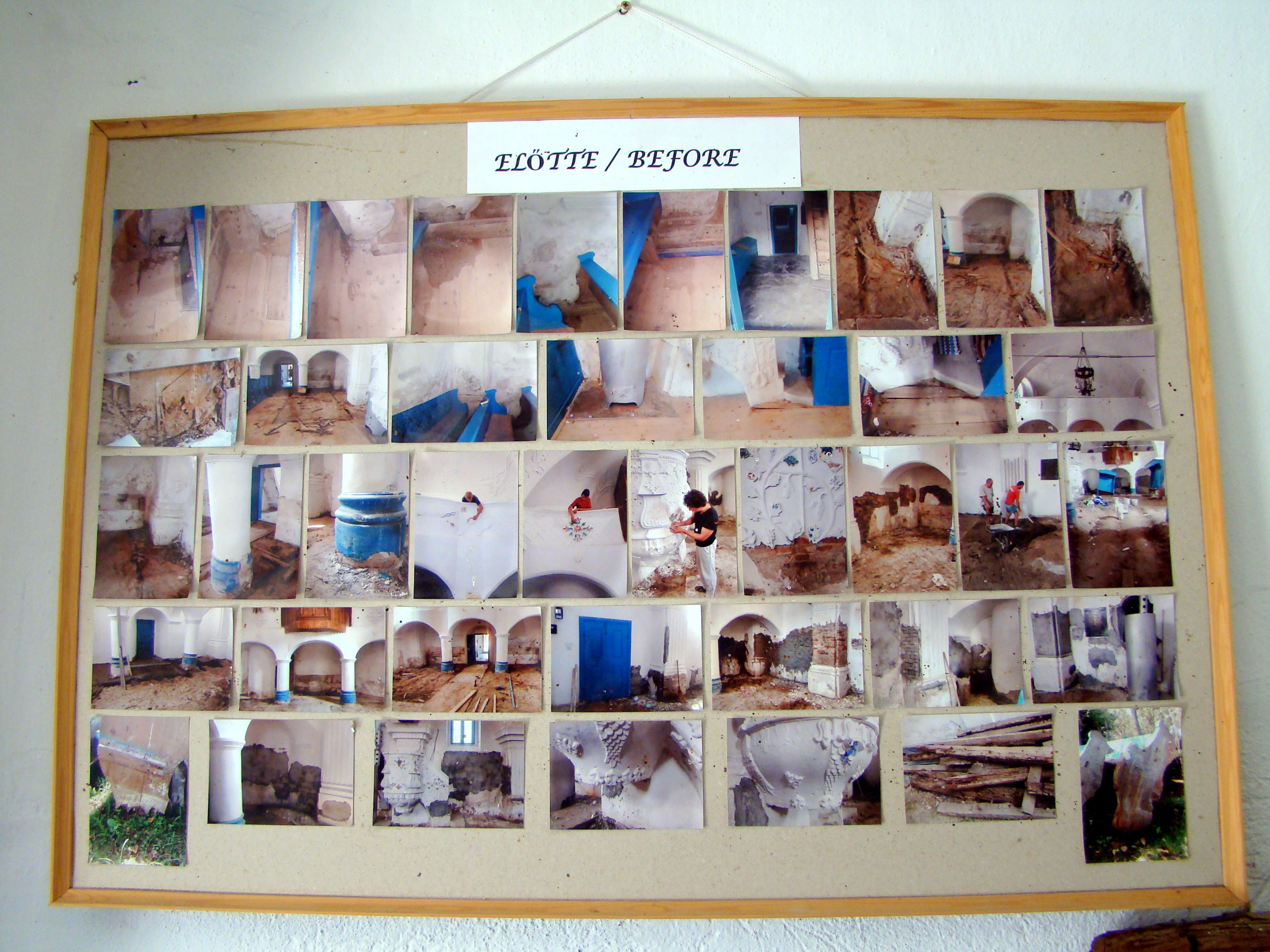
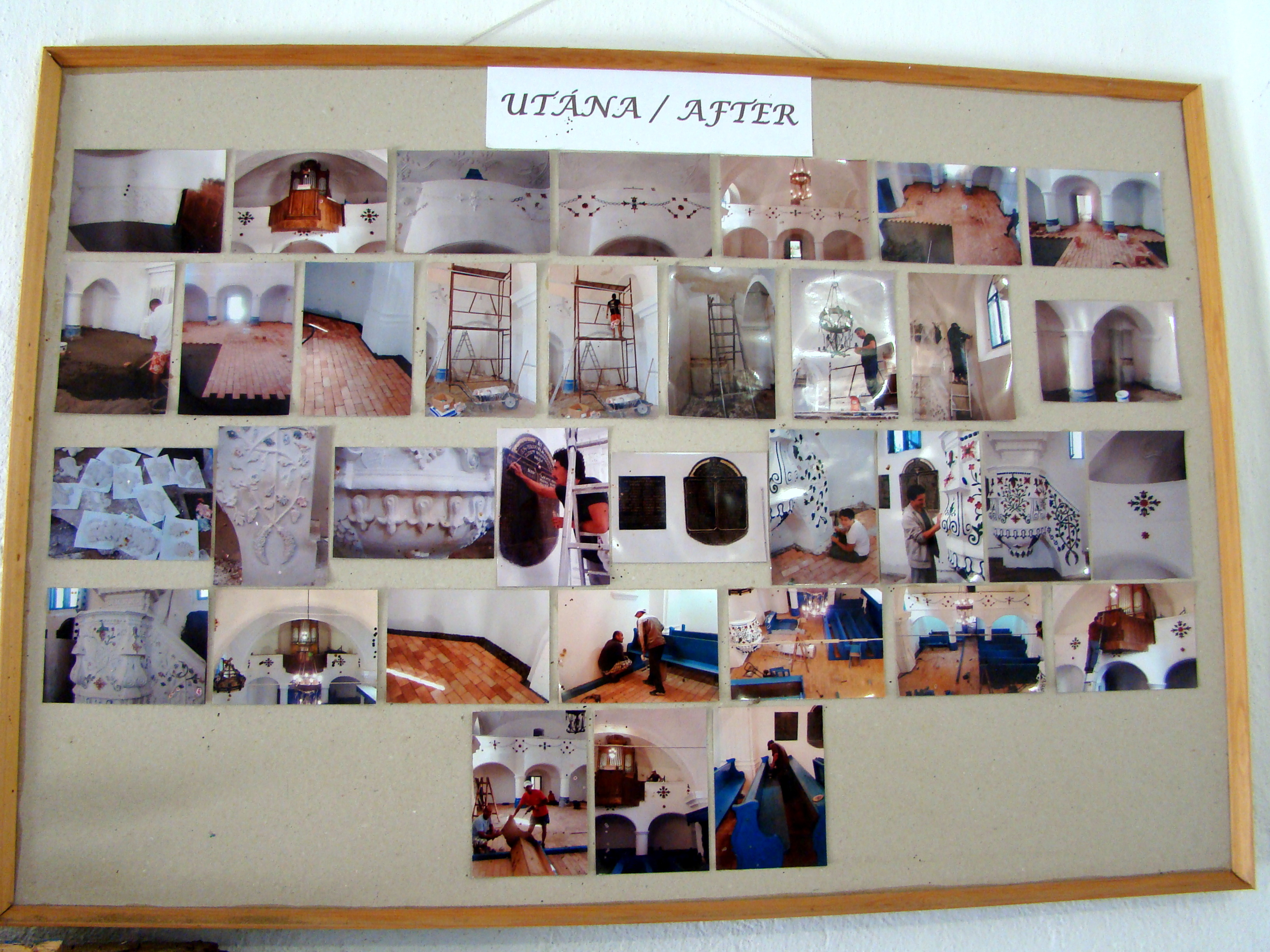
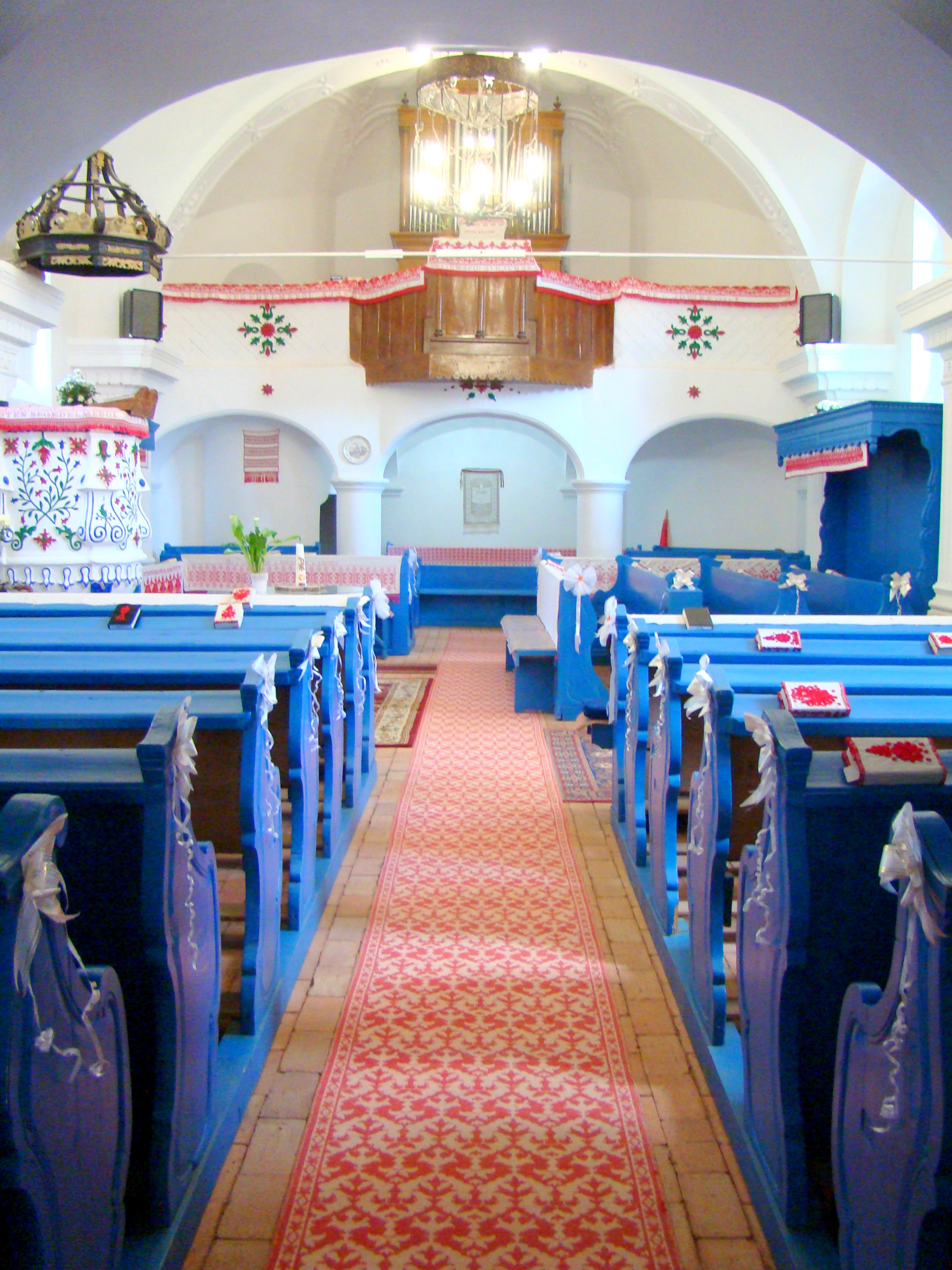